# Bunuri mobile din domeniul carte veche și manuscris clasate în patrimoniul cultural național al României aflate în județul Alba (tezaur)
Acestă listă conține bunurile mobile din domeniul carte veche și manuscris clasate în Patrimoniul cultural național al României aflate la momentul clasării în județul Alba.
| Foto | Informații generale | Detalii tehnice | Descriere | Deținător                                              | Legături |
| ---- | --- | --- | --- | ------------------------------------------------------ | -------- |
|      | Ioannis Pierii Valeriani Bellunensis Hieroglyphica, seu De sacris Aegyptiorum aliarúmque gentium literis commentarii Autor: Giovan Pietro Pierio Valeriano, autor                                                         | Datare: 1604 Școală: Giovanni Antonio și Giacomo de Franceschi, editori Dimensiuni: In 2 (31,5 x 20 cm.) Material: Hârtie | Ioannis Pierii Valeriani Bellunensis, Hieroglyphica, seu De sacris Aegyptiorum, aliarumque gentium literis commentarii: summa cum industria exarati, & in libros quinquaginta octo redacti: quibus etiam duo alij ab eruditissimo viro sunt annexi […] Hac postrema omnium editio praeter iconas […] non solum variarum historiarum, […] continet, […] Accessere nunc primum perutiles ad marginem annotationes nunquam hactenus excusae, vna cum Declamatiuncula pro Barbis, ac eiusdem poematibus: eaque omnia a mendis quae irrepserant, vindicata. Cum indice gemino. Venetiis, M DC IIII [1604]. Apud Io. Antonium, & Iacobum de Franciscis | Muzeul Național al Unirii, Alba Iulia                  | Cimec    |
|      | Canon Missae ad Usum Episcoporum, Ac Praelatorum Solemniter | Datare: 1731 Școală: Tipografia Balleoniana; Isabella Picini, gravor Dimensiuni: In 2 (42 x 28 cm.) Material: Hârtie | Canon Missae ad usum Episcoporum ac Praelatorum solemniter vel private celebrantium. Venetiis. Ex typographia Balleoniana. Anno MDCCXXXI [1731] | Muzeul Național al Unirii, Alba Iulia                  | Cimec    |
|      | Epitome Historiae Byzantinae e compluribus maxime Graecis scriptoribus concinnata Autor: Stephan Becze, autor | Datare: 1743 Școală: Tipografia Academiei Iezuite din Cluj, tipograf Mihail Becskereki Dimensiuni: In 8 (16 x 9,5 cm.) Material: Hârtie | Historiae Byzantinae epitome, e compluribus Graecis scriptoribus concinnata. Tomulus III. Honoribus Reverendissimi Domini Domini Joannis Biro Venerabilis Capituli Albae-Carolinensis Canonici, Sedisque Apostolicae Proto-Notarii, ac Ecclesiae Claudipolitanae Parochi Zelosissimi, Domini Domini, ac Patroni sui Gratiosissimi, Dicata. Dum In Alma, ac Regio-Princip. S. J. Universitate Claudiopolitana, Mense , Die , Anno M.D.CC.XLIII. Positiones Universa Philosophiae publico propugnanda suscepis Rev. Nob. Ac Erudit. D. Stephanus Becze AA. LL. & Philosophiae Baccalaureus formatus, & pro suprema ejusd. Laurea Candid. E Sem. Cl. Al. Ap. Preaside R. P. Emerico Palkovics è S.J. AA LL & Philos. Doct. Ejusdemq. Professore emerito. Claudiopoli Typis Academicis S. J. per Michaelem Becskereki. | Muzeul Național al Unirii, Alba Iulia                  | Cimec    |
|      | Chiriacodromion sau Evanghelie învățătoare | Datare: 1699 Școală: Tipografia Mitropoliei; mitropolitul Atanasie Anghel, protopopul Gheorghe din Daia, Ștefan Raț, editori; Mihai Iștvanovici, tipograf. Dimensiuni: In 2 (27 x 18 cm) Material: hârtie                                                      | CHIRIACODROMION SAU EVANGHELIE ÎNVĂȚĂTOARE Care are întru ia Cazanii la toate Duminicile preste an, și la Praznicele Domnești, și la sfinții cei numiți. Acuma întâi întru acestachipu așezată și Tipărită, și mai luminat în limba Rumânească diorthosită. Supt biruința prealuminatului și înălțatului IOSIFU LEOPOLDU. Craiul Budei, și al țărăi Ungurești, și al Ardealului. Fiind Guvernatoru țărăi măriia sa Bamfi GHEORGHIE. Cu blagoslovenia preasfințitului Chirr ATANASIE Mitropolitul Țărăi. În sfânta Mitropolie în BĂLGRAD. În anul de la mântuirea Lumii 1699. De Mihai Iștvanovici Tipograful tu ex Ungrovlahia | Colecția muzeală a Arhiepiscopiei Ortodoxe, Alba Iulia | Cimec    |
|      | Apostolul cu Dumnăzău Svăntul | Datare: 1683 Școală: Tipografia Mitropoliei; domnul Țării Românești Șerban Cantacuzino, editor; Damaschin Gherbest, tipograf și gravor. Dimensiuni: In 2 (29 x 19 cm) Material: hârtie                                                                         | Apostolul cu Dumnăzău Svăntul care întru acesta chip tocmit de pre orănduiala grecescului Apostol acum întâi s-au tipărit. Den porunca și cu toata cheltuiala, prealuminatului și preaînălțatului domn și oblăduitoriu a toată Țara Rumănească Io Șerban Catacuzino Voevod adevăratul nepot prebunului bătrăn Șerban Băsărab voevod. Întru folosul, și înțeleagerea pravoslavnicii rumăneștii beseareci. Îspravnic fiind preasfințitul chir Theodosie mitropolitul țărăi și exarh laturilor. În scaunul Mitropoliei Bucureștilor tipărindu-l la anul de la spăseniia lumii 1683 | Colecția muzeală a Arhiepiscopiei Ortodoxe, Alba Iulia | Cimec    |
|      | Chiriacodromion sau Evanghelie învățătoare | Datare: 1699 Școală: în Mitropolia Bălgradului, Mihai Iștvanovici, tipograful Dimensiuni: in 2 (29 x 17 cm.) Material: hârtie | CHIRIACODROMION SAU EVANGHELIE ÎNVĂȚĂTOARE Care are întru ia Cazanii la toate Duminicile preste an, și la Praznicele Domnești, și la sfinții cei numiți. Acuma întâi întru acestachipu așezată și Tipărită, și mai luminat în limba Rumânească diorthosită. Supt biruința prealuminatului și înălțatului IOSIFU LEOPOLDU. Craiul Budei, și al țărăi Ungurești, și al Ardealului. Fiind Guvernatoru țărăi măriia sa Bamfi GHEORGHIE. Cu blagoslovenia preasfințitului Kyr ATANASIE Mitropolitul Țărăi. În sfânta Mitropolie în BĂLGRAD. În anul de la mântuirea Lumii 1699. De Mihai Iștvanovici Tipograful tu ez Ungrovlahia | Arhiepiscopia Ortodoxă Română, Alba Iulia              | Cimec    |
|      | Chiriacodromion sau Evanghelie învățătoare | Datare: 1699 Școală: în Mitropolia Bălgradului, Mihai Iștvanovici, tipograful Dimensiuni: in 2 (28 x 18 cm.) Material: hârtie | CHIRIACODROMION SAU EVANGHELIE ÎNVĂȚĂTOARE Care are întru ia Cazanii la toate Duminicile preste an, și la Praznicele Domnești, și la sfinții cei numiți. Acuma întâi întru acestachipu așezată și Tipărită, și mai luminat în limba Rumânească diorthosită. Supt biruința prealuminatului și înălțatului IOSIFU LEOPOLDU. Craiul Budei, și al țărăi Ungurești, și al Ardealului. Fiind Guvernatoru țărăi măriia sa Bamfi GHEORGHIE. Cu blagoslovenia preasfințitului Kyr ATANASIE Mitropolitul Țărăi. În sfânta Mitropolie în BĂLGRAD. În anul de la mântuirea Lumii 1699. De Mihai Iștvanovici Tipograful tu ez Ungrovlahia | Arhiepiscopia Ortodoxă Română, Alba Iulia              | Cimec    |
|      | Chiriacodromion sau Evanghelie învățătoare | Datare: 1699 Școală: în Mitropolia Bălgradului, Mihai Iștvanovici, tipograful Dimensiuni: in 2 (30 x 19 cm.) Material: hârtie | CHIRIACODROMION SAU EVANGHELIE ÎNVĂȚĂTOARE Care are întru ia Cazanii la toate Duminicile preste an, și la Praznicele Domnești, și la sfinții cei numiți. Acuma întâi întru acestachipu așezată și Tipărită, și mai luminat în limba Rumânească diorthosită. Supt biruința prealuminatului și înălțatului IOSIFU LEOPOLDU. Craiul Budei, și al țărăi Ungurești, și al Ardealului. Fiind Guvernatoru țărăi măriia sa Bamfi GHEORGHIE. Cu blagoslovenia preasfințitului Kyr ATANASIE Mitropolitul Țărăi. În sfânta Mitropolie în BĂLGRAD. În anul de la mântuirea Lumii 1699. De Mihai Iștvanovici Tipograful tu ez Ungrovlahia | Arhiepiscopia Ortodoxă Română, Alba Iulia              | Cimec    |
|      | Chiriacodromion sau Evanghelie învățătoare | Datare: 1699 Școală: în Mitropolia Bălgradului, Mihai Iștvanovici, tipograful Dimensiuni: in 2 (27 x 18 cm.) Material: hârtie | CHIRIACODROMION SAU EVANGHELIE ÎNVĂȚĂTOARE Care are întru ia Cazanii la toate Duminicile preste an, și la Praznicele Domnești, și la sfinții cei numiți. Acuma întâi întru acestachipu așezată și Tipărită, și mai luminat în limba Rumânească diorthosită. Supt biruința prealuminatului și înălțatului IOSIFU LEOPOLDU. Craiul Budei, și al țărăi Ungurești, și al Ardealului. Fiind Guvernatoru țărăi măriia sa Bamfi GHEORGHIE. Cu blagoslovenia preasfințitului Kyr ATANASIE Mitropolitul Țărăi. În sfânta Mitropolie în BĂLGRAD. În anul de la mântuirea Lumii 1699. De Mihai Iștvanovici Tipograful tu ez Ungrovlahia | Arhiepiscopia Ortodoxă Română, Alba Iulia              | Cimec    |
|      | Chiriacodromion sau Evanghelie învățătoare | Datare: 1699 Școală: în Mitropolia Bălgradului, Mihai Iștvanovici, tipograful Dimensiuni: in 2 (28 x 18 cm.) Material: hârtie | CHIRIACODROMION SAU EVANGHELIE ÎNVĂȚĂTOARE Care are întru ia Cazanii la toate Duminicile preste an, și la Praznicele Domnești, și la sfinții cei numiți. Acuma întâi întru acestachipu așezată și Tipărită, și mai luminat în limba Rumânească diorthosită. Supt biruința prealuminatului și înălțatului IOSIFU LEOPOLDU. Craiul Budei, și al țărăi Ungurești, și al Ardealului. Fiind Guvernatoru țărăi măriia sa Bamfi GHEORGHIE. Cu blagoslovenia preasfințitului Kyr ATANASIE Mitropolitul Țărăi. În sfânta Mitropolie în BĂLGRAD. În anul de la mântuirea Lumii 1699. De Mihai Iștvanovici Tipograful tu ez Ungrovlahia | Arhiepiscopia Ortodoxă Română, Alba Iulia              | Cimec    |
|      | Chiriacodromion sau Evanghelie învățătoare | Datare: 1699 Școală: în Mitropolia Bălgradului, Mihai Iștvanovici, tipograful Dimensiuni: in 2 (27 x 18 cm.) Material: hârtie | CHIRIACODROMION SAU EVANGHELIE ÎNVĂȚĂTOARE Care are întru ia Cazanii la toate Duminicile preste an, și la Praznicele Domnești, și la sfinții cei numiți. Acuma întâi întru acestachipu așezată și Tipărită, și mai luminat în limba Rumânească diorthosită. Supt biruința prealuminatului și înălțatului IOSIFU LEOPOLDU. Craiul Budei, și al țărăi Ungurești, și al Ardealului. Fiind Guvernatoru țărăi măriia sa Bamfi GHEORGHIE. Cu blagoslovenia preasfințitului Kyr ATANASIE Mitropolitul Țărăi. În sfânta Mitropolie în BĂLGRAD. În anul de la mântuirea Lumii 1699. De Mihai Iștvanovici Tipograful tu ez Ungrovlahia | Arhiepiscopia Ortodoxă Română, Alba Iulia              | Cimec    |
|      | Chiriacodromion sau Evanghelie învățătoare | Datare: 1699 Școală: în Mitropolia Bălgradului, Mihai Iștvanovici, tipograful Dimensiuni: in 2 (28 x 19 cm.) Material: hârtie | CHIRIACODROMION SAU EVANGHELIE ÎNVĂȚĂTOARE Care are întru ia Cazanii la toate Duminicile preste an, și la Praznicele Domnești, și la sfinții cei numiți. Acuma întâi întru acestachipu așezată și Tipărită, și mai luminat în limba Rumânească diorthosită. Supt biruința prealuminatului și înălțatului IOSIFU LEOPOLDU. Craiul Budei, și al țărăi Ungurești, și al Ardealului. Fiind Guvernatoru țărăi măriia sa Bamfi GHEORGHIE. Cu blagoslovenia preasfințitului Kyr ATANASIE Mitropolitul Țărăi. În sfânta Mitropolie în BĂLGRAD. În anul de la mântuirea Lumii 1699. De Mihai Iștvanovici Tipograful tu ez Ungrovlahia | Arhiepiscopia Ortodoxă Română, Alba Iulia              | Cimec    |
|      | Chiriacodromion sau Evanghelie învățătoare | Datare: 1699 Școală: în Mitropolia Bălgradului, Mihai Iștvanovici, tipograful Dimensiuni: in 2 (29 x 18 cm.) Material: hârtie | CHIRIACODROMION SAU EVANGHELIE ÎNVĂȚĂTOARE Care are întru ia Cazanii la toate Duminicile preste an, și la Praznicele Domnești, și la sfinții cei numiți. Acuma întâi întru acestachipu așezată și Tipărită, și mai luminat în limba Rumânească diorthosită. Supt biruința prealuminatului și înălțatului IOSIFU LEOPOLDU. Craiul Budei, și al țărăi Ungurești, și al Ardealului. Fiind Guvernatoru țărăi măriia sa Bamfi GHEORGHIE. Cu blagoslovenia preasfințitului Kyr ATANASIE Mitropolitul Țărăi. În sfânta Mitropolie în BĂLGRAD. În anul de la mântuirea Lumii 1699. De Mihai Iștvanovici Tipograful tu ez Ungrovlahia | Arhiepiscopia Ortodoxă Română, Alba Iulia              | Cimec    |
|      | Chiriacodromion sau Evanghelie învățătoare | Datare: 1699 Școală: în Mitropolia Bălgradului, Mihai Iștvanovici, tipograful Dimensiuni: in 2 (30 x 20 cm.) Material: hârtie | CHIRIACODROMION SAU EVANGHELIE ÎNVĂȚĂTOARE Care are întru ia Cazanii la toate Duminicile preste an, și la Praznicele Domnești, și la sfinții cei numiți. Acuma întâi întru acestachipu așezată și Tipărită, și mai luminat în limba Rumânească diorthosită. Supt biruința prealuminatului și înălțatului IOSIFU LEOPOLDU. Craiul Budei, și al țărăi Ungurești, și al Ardealului. Fiind Guvernatoru țărăi măriia sa Bamfi GHEORGHIE. Cu blagoslovenia preasfințitului Kyr ATANASIE Mitropolitul Țărăi. În sfânta Mitropolie în BĂLGRAD. În anul de la mântuirea Lumii 1699. De Mihai Iștvanovici Tipograful tu ez Ungrovlahia | Arhiepiscopia Ortodoxă Română, Alba Iulia              | Cimec    |
|      | Chiriacodromion sau Evanghelie învățătoare | Datare: 1699 Școală: Mitropolia Bălgradului, Mihai Iștvanovici, tipograful Dimensiuni: in 4 (27 x 15,5 cm) Material: hârtie | Chiriacodromion sau Evanghelie învățătoare, Care are întru ea Cazanii la toate duminecile preste an, și la Praznicele Domnești, și la Sfinții cei numiț Acum întâi întru acesta chip așezată și tipărită și mai luminat în limba rumânească diorthosită. Supt biruința prealuminatului și înălțatului IOSIF LEOPOLD, Craiulu Budei și al țărâi Ungurești și al Ardealului. Fiind gubernator țărâi măriia sa Bamfi GHEORGHIE Cu blagosloveniia preasfințitului Chir ATHANASIE Mitropolitul Țărâi în Sfânta Mitropolie în BELGRAD. În anul de la mântuirea lumii 1699. De Mihai Iștvanovici Tipograful Tu ez Uggrovlahia. | Arhiepiscopia Ortodoxă Română, Alba Iulia              | Cimec    |
|      | Carte Românească de Învățătură | Datare: 1643 Școală: în Typografia Domnească în Mănăstirea Dimensiuni: in 4 (30 x 18 cm.) Material: hârtie | Carte romăneascâ de învățătură dumenecele preste an și la praznice înpărătești. Și la Svănți Mari. Cu zisa și cu toată cheltuiala lui Vasilie [Lupu] Voivodul și Domnul Țărăi Moldovei. Di în multe scripturi tălmăcită. Di în limba sloveniască pre limba romeniascâ. De Varlam Mitropolitul de Țara Moldovei. În Typariul domnesc. În Mănăstirea a trei steli în Iași de la Xc 1643. | Arhiepiscopia Ortodoxă Română, Alba Iulia              | Cimec    |
|      | Îndreptarea Legii cu Dumnezeu carea are toatâ judecata Arhierească și împărătească de toate vinile Preoțești și Mirenești                                                                                                 | Datare: 1652 Școală: în Typografia prealum mieu Domn Io Mathei B Dimensiuni: In 2 (17,5 x 18 cm.) Material: hârtie | Îndereptarea Legii cu Dumnezeu carea are toatâ judecata Arhierească și împărătească de toate vinile Preoțești și Mirenești. Pravila Sfinților Apsli, a ceala 7 Săb și toa cea Nameastici. Ligă aceastea și ale Das, a Lumii. Vasil vel Timothei, Nic Nicolae, Theologia Dumnezeeștilor Bogoslovi Scrise mai nainte și tocmite cu Porunci și învățătur Blogoceacului împărat Kyr Ioan Comninul de cubăi. Diac la Mari Besear lu Dmnz și Păzitor de Prabilă Kyr Alexie Aritinu, iar acum de întăi prepus toa depre ellineaște pre Limbă Rum, cu nevoința și userdia și cu toa cheltuiala a pre s. de Xc Kyr Stefan cu mila lu Dmnz Mitrop Trgov Exarh Plaiul și a tot Ug în Târgoviște în Typografia prealum mieu Domn Io Mathei B Bas, în s. Mitr, în cas Nălțarea Domnului Nos Ic Xc vleat 7170 a lui Xc 1652 2 Po bel | Arhiepiscopia Ortodoxă Română, Alba Iulia              | Cimec    |
|      | Îndreptarea Legii cu Dumnezeu carea are toatâ judecata Arhierească și împărătească de toate vinile Preoțești și Mirenești                                                                                                 | Datare: 1652 Școală: în Typografia prealum mieu Domn Io Mathei B Dimensiuni: in 2 31 x 20 cm. Material: hârtie | Îndereptarea Legii cu Dumnezeu carea are toatâ judecata Arhierească și împărătească de toate vinile Preoțești și Mirenești. Pravila Sfinților Apsli, a ceala 7 Săb și toa cea Nameastici. Ligă aceastea și ale Das, a Lumii. Vasil vel Timothei, Nic Nicolae, Theologia Dumnezeeștilor Bogoslovi Scrise mai nainte și tocmite cu Porunci și învățătur Blogoceacului împărat Kyr Ioan Comninul de cubăi. Diac la Mari Besear lu Dmnz și Păzitor de Prabilă Kyr Alexie Aritinu, iar acum de întăi prepus toa depre ellineaște pre Limbă Rum, cu nevoința și userdia și cu toa cheltuiala a pre s. de Xc Kyr Stefan cu mila lu Dmnz Mitrop Trgov Exarh Plaiul și a tot Ug în Târgoviște în Typografia prealum mieu Domn Io Mathei B Bas, în s. Mitr, în cas Nălțarea Domnului Nos Ic Xc vleat 7170 a lui Xc 1652 2 Po bel | Arhiepiscopia Ortodoxă Română, Alba Iulia              | Cimec    |
|      | Noul Testament sau împăcarea, au leagea noao a lui Ic Xc Domnul nostru | Datare: 1648 Școală: a măriei sale Typografie Dimensiuni: in 2 (30 x 19 cm.) Material: hârtie | Noul Testament sau împăcarea, au leagea noao a lui Ic Xc Domnul nostru. Iscodit cu mare socotină, dei izcod Grecescu și slovenescu, pre Limba Rumânească, cu îndemnariia și porunca, denpreună cu toată cheltuiala a măriei sale, Gheorghie Racoți, Craoiul Ardealului, i prociia. Typăritusau întru a mării sale Typografie, dentăiu noou în Ardeal în cetatea Belgradului. Ani, de la întruparea Domnului și măntuitoriului nostru Ic Xc 1648 luna lui Genuarie, 20. | Arhiepiscopia Ortodoxă Română, Alba Iulia              | Cimec    |
|      | Chiriacodromion sau Evanghelie învățătoare | Datare: 1699 Școală: în Sfânta Mitropolie, Mihai Iștvanovici, tipograful Dimensiuni: in 4 (27 x 18 cm.) Material: hârtie | Chiriacodromion sau Evanghelie învățătoare, Care are întru ea Cazanii la toate duminecile preste an, și la Praznicele Domnești, și la Sfinții cei numiț Acum întâi întru acesta chip așezată și tipărită și mai luminat în limba rumânească diorthosită. Supt biruința prealuminatului și înălțatului IOSIF LEOPOLD, Craiulu Budei și al țărâi Ungurești și al Ardealului. Fiind gubernator țărâi măriia sa Bamfi GHEORGHIE Cu blagosloveniia preasfințitului Chir ATHANASIE Mitropolitul Țărâi în Sfânta Mitropolie în BELGRAD. În anul de la mântuirea lumii 1699. De Mihai Iștvanovici Tipograful Tu ez Uggrovlahia. | Arhiepiscopia Ortodoxă Română, Alba Iulia              | Cimec    |
|      | Pslatire a sfântului Proroc David | Datare: 1673 Școală: în Mănăstirea Unievului Dimensiuni: in 4 (19,5 x 16 cm.) Material: hârtie | Psaltire a Sfântului Proroc David prea limba rumânească cu zâsa și cu toată cheltuiala prea luminatului întru Ic Xc, Io Stefan Pertă Boevod Domn al Țării Moldovei. Din sfintele scripturi a sfinților Părinți Dascalilor sfintei Besearici, cu lungă osteneală în mulți ani socotită și cercată prin sfintele cărți și deaciia pre verșuri tocmită în cinci ani foarte cu osărdie mare, de Smeritul Dosoftei Mitropolitul de Țara Moldovei. În Mănăstirea Unievului s-a format prin tipar, la anul dela facerea lumei 7181. | Arhiepiscopia Ortodoxă Română, Alba Iulia              | Cimec    |
|      | Noul Testament sau înpăcarea au leagea noao a lui Ix Xc Domnul nostru | Datare: 1648 Școală: a măriei sale Typografie Dimensiuni: in 2 (30,5 x 19 cm.) Material: hârtie | Noul Testament sau împăcarea, au leagea noao a lui Ic Xc Domnul nostru. Iscodit cu mare socotină, dei izcod Grecescu și slovenescu, pre Limba Rumânească, cu îndemnariia și porunca, denpreună cu toată cheltuiala a măriei sale, Gheorghie Racoți, Craoiul Ardealului, i prociia. Typăritusau întru a mării sale Typografie, dentăiu noou în Ardeal în cetatea Belgradului. Ani, de la întruparea Domnului și măntuitoriului nostru Ic Xc 1648 luna lui Genuarie, 20. | Arhiepiscopia Ortodoxă Română, Alba Iulia              | Cimec    |
|      | Chiriacodromion sau Evanghelie învățătoare | Datare: 1699 Școală: în Sfânta Mitropolie, Mihai Iștvanovici, tipograf Dimensiuni: in 2 (30 x 20 cm.) Material: hârtie | Chiriacodromion sau Evanghelie învățătoare, Care are întru ea Cazanii la toate duminecile preste an, și la Praznicele Domnești, și la Sfinții cei numiț Acum întâi întru acesta chip așezată și tipărită și mai luminat în limba rumânească diorthosită. Supt biruința prealuminatului și înălțatului IOSIF LEOPOLD, Craiulu Budei și al țărâi Ungurești și al Ardealului. Fiind gubernator țărâi măriia sa Bamfi GHEORGHIE Cu blagosloveniia preasfințitului Chir ATHANASIE Mitropolitul Țărâi în Sfânta Mitropolie în BELGRAD. În anul de la mântuirea lumii 1699. De Mihai Iștvanovici Tipograful Tu ez Uggrovlahia. | Arhiepiscopia Ortodoxă Română, Alba Iulia              | Cimec    |
|      | Sf[â]nta și D[u]mnezeiasca Evanghelie | Datare: 1697 Școală: în Sfânta Mânăstire, Anthim Ivireanul, tipograful Dimensiuni: in 2 (30 x 21 cm.) Material: hârtie | Sf[â]nta și D[u]mnezeiasca Evanghelie cu voia prea luminatului și înălțatului Domn și oblăduitoriu a toată țara Rumănească, Io Costandin B. Voevod. Și cu porunca purtătoriului Pravoslaviei prea sfințitul Kyr Theodosie Mitropolitul a toatei țări Rumânești și exarhu plaiurilor. Acum a doa oră Typărit și diorthosit mai cu multă nevoință. În Sfânta Mânăstire în Sneagov La anul de la spăseniia lumii 1697. De smeritul între ermonahi Anthim Ivireanul | Arhiepiscopia Ortodoxă Română, Alba Iulia              | Cimec    |
|      | Sf[â]nta și D[u]mnezeiasca Evanghelie | Datare: 1697 Școală: în Sfânta Mânăstire, Anthim Ivireanul, tipograful Dimensiuni: in 2 (26,5 x 20 cm.) Material: hârtie | Sf[â]nta și D[u]mnezeiasca Evanghelie cu voia prea luminatului și înălțatului Domn și oblăduitoriu a toată țara Rumănească, Io Costandin B. Voevod. Și cu porunca purtătoriului Pravoslaviei prea sfințitul Kyr Theodosie Mitropolitul a toatei țări Rumânești și exarhu plaiurilor. Acum a doa oră Typărit și diorthosit mai cu multă nevoință. În Sfânta Mânăstire în Sneagov La anul de la spăseniia lumii 1697. De smeritul între ermonahi Anthim Ivireanul | Arhiepiscopia Ortodoxă Română, Alba Iulia              | Cimec    |
|      | Molităvnic | Datare: 1689 Școală: în Mitropolia Bălgradului Dimensiuni: in 4 (18 x 14 cm.) Material: hârtie | Molităvnic Izvodit din slovenie pre limba Rumănească supt Crăiria și biruința Prea luminatului și Mastivulului Domn Mihail apafi cel mai Mare din Mila lui Dumnezău craiul Ardealului, Domnului părților țării Ungurești și Șpanulu Săculor iproci. Și cu Blagosloveniia prea osfințitului părinte, Kyr Varlaam Mitropolitul Bel Gradului și a toată țara Ardealului, iporci. Typăritusau în Mitropoliia Belgradului. Anii Domnului 1689, April 22 de zil. | Arhiepiscopia Ortodoxă Română, Alba Iulia              | Cimec    |
|      | Luna lui Martie în noao zile, la patru zăci de mucenici din Sevastie munciria lor | Datare: 1689 Școală: în Mitropolia Bălgradului Dimensiuni: in 4 (18 x 14 cm.) Material: hârtie | Luna lui Martie în noao zile, la patru zăci de mucenici din Sevastie munciria lor. | Arhiepiscopia Ortodoxă Română, Alba Iulia              | Cimec    |
|      | Rânduiala diaconstvelor | Datare: 1687 Școală: în scaunul mitropoliei Belgradului Dimensiuni: in 4 (18 x 14 cm.) Material: hârtie | Rănduiala Diaconstvelor și cu a văzglașeniilor, care să zic la Lyturghie și Rănduiala Vecerniei, și cu a Utreniei. Scoase și tocmite di pre limba sloveniască, pre limba Rumănească cublagoslovenia prea o svințitului Kyr Varlaam, Arhiepiscop și Mitropolit Bel Gradului, iprociaia. Acum întăi sau Typărit întru folosul și înțăleagerea Pravoslavnicii Rumănești beseareci ca toți Preoții și Diaconii ca să poatăî cunoaște pe lesne de a sluji cum să cade, pe orănduiala lor. În Scaunul Mitropolii Bel Gradului Typărindusă, Anii Domnului 1687 lun Sep 1. | Arhiepiscopia Ortodoxă Română, Alba Iulia              | Cimec    |
|      | Apostol cu Dumnezău Sfântul | Datare: 1683 Școală: în scaunul Mitropoliei Bucureștilor Dimensiuni: in 2 (29 x 19 cm.) Material: hârtie | Apostolul cu Dumnezău Sfântul. Care întru acesta chip tocmit depre orănduiala Grecescului apostol, acum întâi sau Typărit. Den porunca și cu toată cheltuiala prea luminatului și prea înălțatului Domn și ooblăduitoriu a toată Țara Rumânească Io Șerban K. Voevod, adevărat nepot prea bunului Bătrăn Șărban Băsărab Voevod. Întru folosul și înțeleagerea pravoslavnicii Rumăeștii Beseareci. Isprăvnic fiind prea Sfințitul Kyr Theodosie Mitropolitul țărăi și Exarh Laturilor. În scaunul Mitropolii Bucureștilor typărindul la anul de la spăseniia lumii 1683. | Arhiepiscopia Ortodoxă Română, Alba Iulia              | Cimec    |
|      | Chiriacodromion sau Evanghelie învățătoare | Datare: 1699 Școală: în Mitropolia Bălgradului, Mihai Iștvanovici, tipograful Dimensiuni: in 2 (28 x 18 cm.) Material: hârtie | CHIRIACODROMION SAU EVANGHELIE ÎNVĂȚĂTOARE Care are întru ia Cazanii la toate Duminicile preste an, și la Praznicele Domnești, și la sfinții cei numiți. Acuma întâi întru acestachipu așezată și Tipărită, și mai luminat în limba Rumânească diorthosită. Supt biruința prealuminatului și înălțatului IOSIFU LEOPOLDU. Craiul Budei, și al țărăi Ungurești, și al Ardealului. Fiind Guvernatoru țărăi măriia sa Bamfi GHEORGHIE. Cu blagoslovenia preasfințitului Kyr ATANASIE Mitropolitul Țărăi. În sfânta Mitropolie în BĂLGRAD. În anul de la mântuirea Lumii 1699. De Mihai Iștvanovici Tipograful tu ez Ungrovlahia | Arhiepiscopia Ortodoxă Română, Alba Iulia              | Cimec    |
|      | Carte veche | Datare: 1689 Dimensiuni: in 4 (19 x 14 cm.) Material: hârtie | Molităvnic Izvodit din slovenie pre limba Rumănească supt Crăiria și biruința Prea luminatului și Mastivulului Domn Mihail apafi cel mai Mare din Mila lui Dumnezău craiul Ardealului, Domnului părților țării Ungurești și Șpanulu Săculor iproci. Și cu Blagosloveniia prea osfințitului părinte, Kyr Varlaam Mitropolitul Bel Gradului și a toată țara Ardealului, iporci. Typăritusau în Mitropoliia Belgradului. Anii Domnului 1689, April 22 de zil. | Arhiepiscopia Ortodoxă Română, Alba Iulia              | Cimec    |
|      | Sf[â]nta și D[u]mnezeiasca Evanghelie | Datare: 1697 Școală: în Sfânta Mânăstire, Anthim Ivireanul, tipograful Dimensiuni: in 2 (29 x 21 cm.) Material: hârtie | Sf[â]nta și D[u]mnezeiasca Evanghelie cu voia prea luminatului și înălțatului Domn și oblăduitoriu a toată țara Rumănească, Io Costandin B. Voevod. Și cu porunca purtătoriului Pravoslaviei prea sfințitul Kyr Theodosie Mitropolitul a toatei țări Rumânești și exarhu plaiurilor. Acum a doa oră Typărit și diorthosit mai cu multă nevoință. În Sfânta Mânăstire în Sneagov La anul de la spăseniia lumii 1697. De smeritul între ermonahi Anthim Ivireanul | Arhiepiscopia Ortodoxă Română, Alba Iulia              | Cimec    |
|      | Apostolul cu Dumnezău Sfântul | Datare: 1683 Școală: în scaunul Mitropoliei Bucureștilor Dimensiuni: in 2 (29 x 19 cm.) Material: hârtie | Apostolul cu Dumnezău Sfântul. Care întru acesta chip tocmit depre orănduiala Grecescului apostol, acum întâi sau Typărit. Den porunca și cu toată cheltuiala prea luminatului și prea înălțatului Domn și ooblăduitoriu a toată Țara Rumânească Io Șerban K. Voevod, adevărat nepot prea bunului Bătrăn Șărban Băsărab Voevod. Întru folosul și înțeleagerea pravoslavnicii Rumăeștii Beseareci. Isprăvnic fiind prea Sfințitul Kyr Theodosie Mitropolitul țărăi și Exarh Laturilor. În scaunul Mitropolii Bucureștilor typărindul la anul de la spăseniia lumii 1683. | Arhiepiscopia Ortodoxă Română, Alba Iulia              | Cimec    |
|      | Îndereptarea Legii cu Dumnezeu | Datare: 1652 Școală: în Typografia prealum mieu Domn Io Mathei B Dimensiuni: in 2 (29,4 x 19,3 cm.) Material: hârtie | Îndereptarea Legii cu Dumnezeu carea are toatâ judecata Arhierească și împărătească de toate vinile Preoțești și Mirenești. Pravila Sfinților Apsli, a ceala 7 Săb și toa cea Nameastici. Ligă aceastea și ale Das, a Lumii. Vasil vel Timothei, Nic Nicolae, Theologia Dumnezeeștilor Bogoslovi Scrise mai nainte și tocmite cu Porunci și învățătur Blogoceacului împărat Kyr Ioan Comninul de cubăi. Diac la Mari Besear lu Dmnz și Păzitor de Prabilă Kyr Alexie Aritinu, iar acum de întăi prepus toa depre ellineaște pre Limbă Rum, cu nevoința și userdia și cu toa cheltuiala a pre s. de Xc Kyr Stefan cu mila lu Dmnz Mitrop Trgov Exarh Plaiul și a tot Ug în Târgoviște în Typografia prealum mieu Domn Io Mathei B Bas, în s. Mitr, în cas Nălțarea Domnului Nos Ic Xc vleat 7170 a lui Xc 1652 2 Po bel | Arhiepiscopia Ortodoxă Română, Alba Iulia              | Cimec    |
|      | Sfânta și Dumnezeiasca Evanghelie | Datare: 1682 Școală: În scaunul Mitropolii Bucureștilor Dimensiuni: in 2 (28 x 17 cm.) Material: hârtie | Svnta și Dmnzăiasca Evanghelie. Carea întracesta chip tocmită dipre orănduiala Greceștii evglii, acum întăi sau Typărit. Den porunca și cu toată celtuiala prea luminatului și prea înălțatului domn și oblăduitoriu a toată țara Rumăneascâ Io Șerban C. Voevod, adevăratulă nepot preabunului bătrăn Șărban Băsărabă Voevod. Întru folosulă și înțeleagerea pravoslavnici Rumânești Beseareci. Isprăvnică fiind prea svințitul Kyr Theodosie Mitropolitul țări și Exarh laturilor. În scaunul Mitropolii Bucureștilor Typărinduse la anul de la spăseniia Lumii 1682. | Arhiepiscopia Ortodoxă Română, Alba Iulia              | Cimec    |
|      | Carte românească de învățătură | Datare: 1643 Școală: în Typografia Domnească din Mănăstirea 3 Ierarhi Dimensiuni: in 2 (32 x 20 cm.) Material: hârtie | Carte romăneascâ de învățătură dumenecele preste an și la praznice înpărătești. Și la Svănți Mari. Cu zisa și cu toată cheltuiala lui Vasilie [Lupu] Voivodul și Domnul Țărăi Moldovei. Di în multe scripturi tălmăcită. Di în limba sloveniască pre limba romeniascâ. De Varlam Mitropolitul de Țara Moldovei. În Typariul domnesc. În Mănăstirea a trei steli în Iași de la Xc 1643. | Arhiepiscopia Ortodoxă Română, Alba Iulia              | Cimec    |
|      | Sfânta și Dumnezeiasca Evanghelie | Datare: 1682 Școală: la Mitropolie Dimensiuni: in 2 (29,5 x 20.5 cm.) Material: hârtie | Svnta și Dmnzăiasca Evanghelie. Carea întracesta chip tocmită dipre orănduiala Greceștii evglii, acum întăi sau Typărit. Den porunca și cu toată celtuiala prea luminatului și prea înălțatului domn și oblăduitoriu a toată țara Rumăneascâ Io Șerban C. Voevod, adevăratulă nepot preabunului bătrăn Șărban Băsărabă Voevod. Întru folosulă și înțeleagerea pravoslavnici Rumânești Beseareci. Isprăvnică fiind prea svințitul Kyr Theodosie Mitropolitul țări și Exarh laturilor. În scaunul Mitropolii Bucureștilor Typărinduse la anul de la spăseniia Lumii 1682. | Arhiepiscopia Ortodoxă Română, Alba Iulia              | Cimec    |
|      | Carte românească de învățături | Datare: 1643 Școală: în Typografia Domnească în Mănăstirea Dimensiuni: in 4 (31 x 18 cm.) Material: hârtie | Carte romăneascâ de învățătură dumenecele preste an și la praznice înpărătești. Și la Svănți Mari. Cu zisa și cu toată cheltuiala lui Vasilie [Lupu] Voivodul și Domnul Țărăi Moldovei. Di în multe scripturi tălmăcită. Di în limba sloveniască pre limba romeniascâ. De Varlam Mitropolitul de Țara Moldovei. În Typariul domnesc. În Mănăstirea a trei steli în Iași de la Xc 1643. | Arhiepiscopia Ortodoxă Română, Alba Iulia              | Cimec    |
|      | Apostol cu Dumnezău Sfântul | Datare: 1683 Școală: în scaunul Mitropoliei Bucureștilor Dimensiuni: in 2 (28,5 x 19,5 cm.) Material: hârtie | Apostolul cu Dumnezău Sfântul. Care întru acesta chip tocmit depre orănduiala Grecescului apostol, acum întâi sau Typărit. Den porunca și cu toată cheltuiala prea luminatului și prea înălțatului Domn și ooblăduitoriu a toată Țara Rumânească Io Șerban K. Voevod, adevărat nepot prea bunului Bătrăn Șărban Băsărab Voevod. Întru folosul și înțeleagerea pravoslavnicii Rumăeștii Beseareci. Isprăvnic fiind prea Sfințitul Kyr Theodosie Mitropolitul țărăi și Exarh Laturilor. În scaunul Mitropolii Bucureștilor typărindul la anul de la spăseniia lumii 1683. | Arhiepiscopia Ortodoxă Română, Alba Iulia              | Cimec    |
|      | Sfânta și Dumnezeiasca Evanghelie | Datare: 1682 Școală: În scaunul Mitropolii Bucureștilor Dimensiuni: in 2 (30 x 20 cm.) Material: hârtie | Svnta și Dmnzăiasca Evanghelie. Carea întracesta chip tocmită dipre orănduiala Greceștii evglii, acum întăi sau Typărit. Den porunca și cu toată celtuiala prea luminatului și prea înălțatului domn și oblăduitoriu a toată țara Rumăneascâ Io Șerban C. Voevod, adevăratulă nepot preabunului bătrăn Șărban Băsărabă Voevod. Întru folosulă și înțeleagerea pravoslavnici Rumânești Beseareci. Isprăvnică fiind prea svințitul Kyr Theodosie Mitropolitul țări și Exarh laturilor. În scaunul Mitropolii Bucureștilor Typărinduse la anul de la spăseniia Lumii 1682. | Arhiepiscopia Ortodoxă Română, Alba Iulia              | Cimec    |
|      | Sf[â]nta și D[u]mnezeiasca Evanghelie | Datare: 1697 Școală: în Sfânta Mânăstire, Anthim Ivireanul, tipograful Dimensiuni: in 2 (29 x 21 cm.) Material: hârtie | Sf[â]nta și D[u]mnezeiasca Evanghelie cu voia prea luminatului și înălțatului Domn și oblăduitoriu a toată țara Rumănească, Io Costandin B. Voevod. Și cu porunca purtătoriului Pravoslaviei prea sfințitul Kyr Theodosie Mitropolitul a toatei țări Rumânești și exarhu plaiurilor. Acum a doa oră Typărit și diorthosit mai cu multă nevoință. În Sfânta Mânăstire în Sneagov La anul de la spăseniia lumii 1697. De smeritul între ermonahi Anthim Ivireanul | Arhiepiscopia Ortodoxă Română, Alba Iulia              | Cimec    |
|      | Sf[â]nta și D[u]mnezeiasca Evanghelie | Datare: 1697 Școală: în Sfânta Mânăstire, Anthim Ivireanul, tipograful Dimensiuni: in 2 (28 x 19 cm.) Material: hârtie | Sf[â]nta și D[u]mnezeiasca Evanghelie cu voia prea luminatului și înălțatului Domn și oblăduitoriu a toată țara Rumănească, Io Costandin B. Voevod. Și cu porunca purtătoriului Pravoslaviei prea sfințitul Kyr Theodosie Mitropolitul a toatei țări Rumânești și exarhu plaiurilor. Acum a doa oră Typărit și diorthosit mai cu multă nevoință. În Sfânta Mânăstire în Sneagov La anul de la spăseniia lumii 1697. De smeritul între ermonahi Anthim Ivireanul | Arhiepiscopia Ortodoxă Română, Alba Iulia              | Cimec    |
|      | Noul Testament sau în carea au leagea noao | Datare: 1648 Școală: a măriei sale Typografie Dimensiuni: in 2 (30 x 19 cm.) Material: hârtie | Noul Testament sau împăcarea, au leagea noao a lui Ic Xc Domnul nostru. Iscodit cu mare socotină, dei izcod Grecescu și slovenescu, pre Limba Rumânească, cu îndemnariia și porunca, denpreună cu toată cheltuiala a măriei sale, Gheorghie Racoți, Craoiul Ardealului, i prociia. Typăritusau întru a mării sale Typografie, dentăiu noou în Ardeal în cetatea Belgradului. Ani, de la întruparea Domnului și măntuitoriului nostru Ic Xc 1648 luna lui Genuarie, 20. | Arhiepiscopia Ortodoxă Română, Alba Iulia              | Cimec    |
|      | Chiriacodromion sau Evanghelie Învățătoare | Datare: 1699 Școală: în Sfânta Mitropolie, Mihail Iștvanovici, tipograful Dimensiuni: in 4 (32 x 19 cm) Material: hârtie | Chiriacodromion sau Evanghelie învățătoare, Care are întru ea Cazanii la toate duminecile preste an, și la Praznicele Domnești, și la Sfinții cei numiț Acum întâi întru acesta chip așezată și tipărită și mai luminat în limba rumânească diorthosită. Supt biruința prealuminatului și înălțatului IOSIF LEOPOLD, Craiulu Budei și al țărâi Ungurești și al Ardealului. Fiind gubernator țărâi măriia sa Bamfi GHEORGHIE Cu blagosloveniia preasfințitului Chir ATHANASIE Mitropolitul Țărâi în Sfânta Mitropolie în BELGRAD. În anul de la mântuirea lumii 1699. De Mihai Iștvanovici Tipograful Tu ez Uggrovlahia. | Arhiepiscopia Ortodoxă Română, Alba Iulia              | Cimec    |
|      | Chiriacodromion sau Evanghelie învățătoare | Datare: 1699 Școală: în Mitropolia Bălgradului, Mihai Iștvanovici, tipograful Dimensiuni: in 2 (28 x 18 cm.) Material: hârtie | CHIRIACODROMION SAU EVANGHELIE ÎNVĂȚĂTOARE Care are întru ia Cazanii la toate Duminicile preste an, și la Praznicele Domnești, și la sfinții cei numiți. Acuma întâi întru acestachipu așezată și Tipărită, și mai luminat în limba Rumânească diorthosită. Supt biruința prealuminatului și înălțatului IOSIFU LEOPOLDU. Craiul Budei, și al țărăi Ungurești, și al Ardealului. Fiind Guvernatoru țărăi măriia sa Bamfi GHEORGHIE. Cu blagoslovenia preasfințitului Kyr ATANASIE Mitropolitul Țărăi. În sfânta Mitropolie în BĂLGRAD. În anul de la mântuirea Lumii 1699. De Mihai Iștvanovici Tipograful tu ez Ungrovlahia | Arhiepiscopia Ortodoxă Română, Alba Iulia              | Cimec    |
|      | Chiriacodromion sau Evanghelie învățătoare | Datare: 1699 Școală: în Mitropolia Bălgradului, Mihai Iștvanovici, tipograful Dimensiuni: în 2 (29 x 18 cm.) Material: hârtie | CHIRIACODROMION SAU EVANGHELIE ÎNVĂȚĂTOARE Care are întru ia Cazanii la toate Duminicile preste an, și la Praznicele Domnești, și la sfinții cei numiți. Acuma întâi întru acestachipu așezată și Tipărită, și mai luminat în limba Rumânească diorthosită. Supt biruința prealuminatului și înălțatului IOSIFU LEOPOLDU. Craiul Budei, și al țărăi Ungurești, și al Ardealului. Fiind Guvernatoru țărăi măriia sa Bamfi GHEORGHIE. Cu blagoslovenia preasfințitului Kyr ATANASIE Mitropolitul Țărăi. În sfânta Mitropolie în BĂLGRAD. În anul de la mântuirea Lumii 1699. De Mihai Iștvanovici Tipograful tu ez Ungrovlahia | Arhiepiscopia Ortodoxă Română, Alba Iulia              | Cimec    |
|      | Sf[â]nta și D[u]mnezeiasca Evanghelie | Datare: 1697 Școală: în Sfânta Mânăstire, Anthim Ivireanul, tipograful Dimensiuni: in 2 (29,5 x 21,5 cm.) Material: hârtie | Sf[â]nta și D[u]mnezeiasca Evanghelie cu voia prea luminatului și înălțatului Domn și oblăduitoriu a toată țara Rumănească, Io Costandin B. Voevod. Și cu porunca purtătoriului Pravoslaviei prea sfințitul Kyr Theodosie Mitropolitul a toatei țări Rumânești și exarhu plaiurilor. Acum a doa oră Typărit și diorthosit mai cu multă nevoință. În Sfânta Mânăstire în Sneagov La anul de la spăseniia lumii 1697. De smeritul între ermonahi Anthim Ivireanul | Arhiepiscopia Ortodoxă Română, Alba Iulia              | Cimec    |
|      | Chiriacodromion sau Evanghelie învățătoare | Datare: 1699 Școală: în Mitropolia Bălgradului; Mihai Iștvanovici tipograful Dimensiuni: in 2 (32 x 17,7 cm.) Material: hârtie | Chiriacodromion sau Evanghelie învățătoare, Care are întru ea Cazanii la toate duminecile preste an, și la Praznicele Domnești, și la Sfinții cei numiț Acum întâi întru acesta chip așezată și tipărită și mai luminat în limba rumânească diorthosită. Supt biruința prealuminatului și înălțatului IOSIF LEOPOLD, Craiulu Budei și al țărâi Ungurești și al Ardealului. Fiind gubernator țărâi măriia sa Bamfi GHEORGHIE Cu blagosloveniia preasfințitului Chir ATHANASIE Mitropolitul Țărâi în Sfânta Mitropolie în BELGRAD. În anul de la mântuirea lumii 1699. De Mihai Iștvanovici Tipograful Tu ez Uggrovlahia. | Arhiepiscopia Ortodoxă Română, Alba Iulia              | Cimec    |
|      | Apostolul cu Dumnezău Sfântul | Datare: 1683 Școală: în scaunul Mitropoliei Bucureștilor Dimensiuni: in Material: hârtie | Apostolul cu Dumnezău Sfântul. Care întru acesta chip tocmit depre orănduiala Grecescului apostol, acum întâi sau Typărit. Den porunca și cu toată cheltuiala prea luminatului și prea înălțatului Domn și ooblăduitoriu a toată Țara Rumânească Io Șerban K. Voevod, adevărat nepot prea bunului Bătrăn Șărban Băsărab Voevod. Întru folosul și înțeleagerea pravoslavnicii Rumăeștii Beseareci. Isprăvnic fiind prea Sfințitul Kyr Theodosie Mitropolitul țărăi și Exarh Laturilor. În scaunul Mitropolii Bucureștilor typărindul la anul de la spăseniia lumii 1683. | Arhiepiscopia Ortodoxă Română, Alba Iulia              | Cimec    |
|      | Noul Testament sau împăcarea au leagea noao | Datare: 1648 Școală: a măriei sale Typografie Dimensiuni: in 2 (28 x 18 cm.) Material: hârtie | Noul Testament sau împăcarea, au leagea noao a lui Ic Xc Domnul nostru. Iscodit cu mare socotină, dei izcod Grecescu și slovenescu, pre Limba Rumânească, cu îndemnariia și porunca, denpreună cu toată cheltuiala a măriei sale, Gheorghie Racoți, Craoiul Ardealului, i prociia. Typăritusau întru a mării sale Typografie, dentăiu noou în Ardeal în cetatea Belgradului. Ani, de la întruparea Domnului și măntuitoriului nostru Ic Xc 1648 luna lui Genuarie, 20. | Arhiepiscopia Ortodoxă Română, Alba Iulia              | Cimec    |
|      | Noul Testament sau împăcarea, au leagea noao a lui Ic Xc Domnul nostru | Datare: 1648 Școală: a măriei sale Typografie Dimensiuni: in 2 (37 x 19 cm.) Material: hârtie | Noul Testament sau împăcarea, au leagea noao a lui Ic Xc Domnul nostru. Iscodit cu mare socotină, dei izcod Grecescu și slovenescu, pre Limba Rumânească, cu îndemnariia și porunca, denpreună cu toată cheltuiala a măriei sale, Gheorghie Racoți, Craoiul Ardealului, i prociia. Typăritusau întru a mării sale Typografie, dentăiu noou în Ardeal în cetatea Belgradului. Ani, de la întruparea Domnului și măntuitoriului nostru Ic Xc 1648 luna lui Genuarie, 20. | Arhiepiscopia Ortodoxă Română, Alba Iulia              | Cimec    |
|      | Carte de învățătură românească | Datare: 1643 Școală: în Typografia Domnească în Mănăstirea 3 Ierarhi Dimensiuni: in 2 (31 x 19,5 cm.) Material: hârtie | Carte romăneascâ de învățătură dumenecele preste an și la praznice înpărătești. Și la Svănți Mari. Cu zisa și cu toată cheltuiala lui Vasilie [Lupu] Voivodul și Domnul Țărăi Moldovei. Di în multe scripturi tălmăcită. Di în limba sloveniască pre limba romeniascâ. De Varlam Mitropolitul de Țara Moldovei. În Typariul domnesc. În Mănăstirea a trei steli în Iași de la Xc 1643. | Arhiepiscopia Ortodoxă Română, Alba Iulia              | Cimec    |
|      | Chiriacodromion sau Evanghelie învățătoare | Datare: 1699 Școală: în Mitropolia Bălgradului, Mihai Iștvanovici, tipograful Dimensiuni: in 2 (30 x 17 cm) Material: hârtie | CHIRIACODROMION SAU EVANGHELIE ÎNVĂȚĂTOARE Care are întru ia Cazanii la toate Duminicile preste an, și la Praznicele Domnești, și la sfinții cei numiți. Acuma întâi întru acestachipu așezată și Tipărită, și mai luminat în limba Rumânească diorthosită. Supt biruința prealuminatului și înălțatului IOSIFU LEOPOLDU. Craiul Budei, și al țărăi Ungurești, și al Ardealului. Fiind Guvernatoru țărăi măriia sa Bamfi GHEORGHIE. Cu blagoslovenia preasfințitului Kyr ATANASIE Mitropolitul Țărăi. În sfânta Mitropolie în BĂLGRAD. În anul de la mântuirea Lumii 1699. De Mihai Iștvanovici Tipograful tu ez Ungrovlahia | Arhiepiscopia Ortodoxă Română, Alba Iulia              | Cimec    |
|      | Chiriacodromion sau Evanghelie învățătoare | Datare: 1699 Școală: în Sfânta Mitropolie; Mihai Iștvanovici, tipograf Dimensiuni: in 4 (30 x 19 cm.) Material: hârtie | Chiriacodromion sau Evanghelie învățătoare, Care are întru ea Cazanii la toate duminecile preste an, și la Praznicele Domnești, și la Sfinții cei numiț Acum întâi întru acesta chip așezată și tipărită și mai luminat în limba rumânească diorthosită. Supt biruința prealuminatului și înălțatului IOSIF LEOPOLD, Craiulu Budei și al țărâi Ungurești și al Ardealului. Fiind gubernator țărâi măriia sa Bamfi GHEORGHIE Cu blagosloveniia preasfințitului Chir ATHANASIE Mitropolitul Țărâi în Sfânta Mitropolie în BELGRAD. În anul de la mântuirea lumii 1699. De Mihai Iștvanovici Tipograful Tu ez Uggrovlahia. | Arhiepiscopia Ortodoxă Română, Alba Iulia              | Cimec    |
|      | Noul Testament sau împăcarea, au leagea noao a lui Ic Xc Domnul nostru | Datare: 1648 Școală: a măriei sale Typografie Dimensiuni: in 2 (29 x 19 cm.) Material: hârtie | Noul Testament sau împăcarea, au leagea noao a lui Ic Xc Domnul nostru. Iscodit cu mare socotină, dei izcod Grecescu și slovenescu, pre Limba Rumânească, cu îndemnariia și porunca, denpreună cu toată cheltuiala a măriei sale, Gheorghie Racoți, Craoiul Ardealului, i prociia. Typăritusau întru a mării sale Typografie, dentăiu noou în Ardeal în cetatea Belgradului. Ani, de la întruparea Domnului și măntuitoriului nostru Ic Xc 1648 luna lui Genuarie, 20. | Arhiepiscopia Ortodoxă Română, Alba Iulia              | Cimec    |
|      | Sf[â]nta și D[u]mnezeiasca Evanghelie | Datare: 1697 Școală: în Sfânta Mânăstire, Anthim Ivireanul, tipograful Dimensiuni: in 2 (30 x 20 cm.) Material: hârtie | Sf[â]nta și D[u]mnezeiasca Evanghelie cu voia prea luminatului și înălțatului Domn și oblăduitoriu a toată țara Rumănească, Io Costandin B. Voevod. Și cu porunca purtătoriului Pravoslaviei prea sfințitul Kyr Theodosie Mitropolitul a toatei țări Rumânești și exarhu plaiurilor. Acum a doa oră Typărit și diorthosit mai cu multă nevoință. În Sfânta Mânăstire în Sneagov La anul de la spăseniia lumii 1697. De smeritul între ermonahi Anthim Ivireanul | Arhiepiscopia Ortodoxă Română, Alba Iulia              | Cimec    |
|      | Evanghelie Învățătoare | Datare: 1644 Școală: în Mănăstirea Dealu Dimensiuni: in 2 (30 x 17 cm.) Material: hârtie | Evanghelie ănvățătoare, duminecelor preste tot anul și la praznice domnești și la sfinți mari aleși. Cu porunca și cu cheltuiala, Prea luminatului creștin Matei Basaraba vovod domi și bituitoriu a toatâ țara rumânească. Și cu nevoința sfințitului kyr Thofil mitropolt, a toată țara rumăneascâ. Tipăritusau întru dumnezeiasca lavvra ce să chiamă monastirea deal care aâiaste hramul sfântul Nicolae. Văleat 7183.. Ot roj Xbo 1642 meseță spt 2 din | Arhiepiscopia Ortodoxă Română, Alba Iulia              | Cimec    |
|      | Carte românească de învățătură | Datare: 1643 Școală: în Typografia Domnească în Mănăstirea Dimensiuni: in 2 (32 x 20 cm.) Material: hârtie | Carte romăneascâ de învățătură dumenecele preste an și la praznice înpărătești. Și la Svănți Mari. Cu zisa și cu toată cheltuiala lui Vasilie [Lupu] Voivodul și Domnul Țărăi Moldovei. Di în multe scripturi tălmăcită. Di în limba sloveniască pre limba romeniascâ. De Varlam Mitropolitul de Țara Moldovei. În Typariul domnesc. În Mănăstirea a trei steli în Iași de la Xc 1643. | Arhiepiscopia Ortodoxă Română, Alba Iulia              | Cimec    |
|      | Chiriacodromion sau Evanghelie învățătoare | Datare: 1699 Școală: în Sfânta Mitropolie; Athanasie Anghel, Mitropolit; Mihai Iștvanovici, tipograf Dimensiuni: in 2 (26,5 x 19,5 cm.) Material: hârtie | Chiriacodromion sau Evanghelie învățătoare Care are întru ea Cazanii la toate duminecile preste an, și la Praznicele Domnești, și la Sfinții cei numiț Acum întâi întru acesta chip așezată și tipărită și mai luminat în limba rumânească diorthosită. Supt biruința prealuminatului și înălțatului IOSIF LEOPOLD, Craiulu Budei și al țărâi Ungurești și al Ardealului. Fiind gubernator țărâi măriia sa Bamfi GHEORGHIE Cu blagosloveniia preasfințitului Chir ATHANASIE Mitropolitul Țărâi în Sfânta Mitropolie în BELGRAD. În anul de la mântuirea lumii 1699. De Mihai Iștvanovici Tipograful Tu ez Uggrovlahia. | Arhiepiscopia Ortodoxă Română, Alba Iulia              | Cimec    |
|      | Chiriacodromion sau Evanghelie învățătoare | Datare: 1699 Școală: Mitropolia Bălgradului, Mihai Iștvanovici, tipograful Dimensiuni: in 2 (27 x Material: hârtie | Chiriacodromion sau Evanghelie învățătoare, Care are întru ea Cazanii la toate duminecile preste an, și la Praznicele Domnești, și la Sfinții cei numiț Acum întâi întru acesta chip așezată și tipărită și mai luminat în limba rumânească diorthosită. Supt biruința prealuminatului și înălțatului IOSIF LEOPOLD, Craiulu Budei și al țărâi Ungurești și al Ardealului. Fiind gubernator țărâi măriia sa Bamfi GHEORGHIE Cu blagosloveniia preasfințitului Chir ATHANASIE Mitropolitul Țărâi în Sfânta Mitropolie în BELGRAD. În anul de la mântuirea lumii 1699. De Mihai Iștvanovici Tipograful Tu ez Uggrovlahia. | Arhiepiscopia Ortodoxă Română, Alba Iulia              | Cimec    |
|      | Sicriul de aur | Datare: 1683 Școală: în Typografia noao în Cetate Dimensiuni: in 4 (20 x 14 cm) Material: hârtie | Sicriul de Aur. Carte de Propovedanie la Morți. Scoasă din Scripturile sfinte cu Porunca și îndemnarea Măriei sale, Apafi Mihaiu, Craiul Ardealului. Tipăritâ în Tipografiia noao ăn Cetate în Sas Sebeș, anii 1683, sept 17. | Arhiepiscopia Ortodoxă Română, Alba Iulia              | Cimec    |
|      | Noul Testament sau în carea au leagea noao | Datare: 1648 Școală: întru a mării sale Typografie; în cetatea Belgradului; Simion Ștefan, Mitropolitul Ardealului Dimensiuni: in 2 (29 x 18,4 cm.) Material: hârtie                                                                                           | Noul Testament sau împăcarea, au leagea noao a lui Ic Xc Domnul nostru. Iscodit cu mare socotină, dei izcod Grecescu și slovenescu, pre Limba Rumânească, cu îndemnariia și porunca, denpreună cu toată cheltuiala a măriei sale, Gheorghie Racoți, Craoiul Ardealului, i prociia. Typăritusau întru a mării sale Typografie, dentăiu noou în Ardeal în cetatea Belgradului. Ani, de la întruparea Domnului și măntuitoriului nostru Ic Xc 1648 luna lui Genuarie, 20. | Arhiepiscopia Ortodoxă Română, Alba Iulia              | Cimec    |
|      | Carte românească de învățătură | Datare: 1643 Școală: în Typografia Domnească în Mănăstirea Dimensiuni: in 4 Material: hârtie | Carte romăneascâ de învățătură dumenecele preste an și la praznice înpărătești. Și la Svănți Mari. Cu zisa și cu toată cheltuiala lui Vasilie [Lupu] Voivodul și Domnul Țărăi Moldovei. Di în multe scripturi tălmăcită. Di în limba sloveniască pre limba romeniascâ. De Varlam Mitropolitul de Țara Moldovei. În Typariul domnesc. În Mănăstirea a trei steli în Iași de la Xc 1643. | Arhiepiscopia Ortodoxă Română, Alba Iulia              | Cimec    |
|      | Sfânta și Dumnezeiasca Evanghelie | Datare: 1812 Școală: în Crăiasca Typografie a Universității din Peșta Dimensiuni: In 2 (28 cm.) Material: hârtie | Sfânta și Dumnezeiasca Evanghelie. Acum întâia oară dată la typariu în zilele prea înălțatului împărat al Austriei și Apostolicescului Kraiu, Franțisc întâiul. Cu blagosloveniia excelenției sale Prea osfințitului Domn Stefan Stratimirovici Arhiepiscopul și Mitropolitul Besearicii Răsăritului din Carloveț. La Buda în Crăiasca Typografie a Universității din Peșta. La anul de la Xc 1812. | Arhiepiscopia Ortodoxă Română, Alba Iulia              | Cimec    |
|      | Apostol | Datare: 1683 Școală: în scaunul Mitropoliei Bucureștilor Dimensiuni: in 2 (30 x 20 cm.) Material: hârtie | Apostolul cu Dumnezău Sfântul. Care întru acesta chip tocmit depre orănduiala Grecescului apostol, acum întâi sau Typărit. Den porunca și cu toată cheltuiala prea luminatului și prea înălțatului Domn și ooblăduitoriu a toată Țara Rumânească Io Șerban K. Voevod, adevărat nepot prea bunului Bătrăn Șărban Băsărab Voevod. Întru folosul și înțeleagerea pravoslavnicii Rumăeștii Beseareci. Isprăvnic fiind prea Sfințitul Kyr Theodosie Mitropolitul țărăi și Exarh Laturilor. În scaunul Mitropolii Bucureștilor typărindul la anul de la spăseniia lumii 1683. | Arhiepiscopia Ortodoxă Română, Alba Iulia              | Cimec    |
|      | Chiriacodromion sau Evanghelie învățătoare | Datare: 1699 Școală: în Mitropolia Bălgradului, Mihai Iștvanovici, tipograful Dimensiuni: in 2 (29 x 18 cm.) Material: hârtie | CHIRIACODROMION SAU EVANGHELIE ÎNVĂȚĂTOARE Care are întru ia Cazanii la toate Duminicile preste an, și la Praznicele Domnești, și la sfinții cei numiți. Acuma întâi întru acestachipu așezată și Tipărită, și mai luminat în limba Rumânească diorthosită. Supt biruința prealuminatului și înălțatului IOSIFU LEOPOLDU. Craiul Budei, și al țărăi Ungurești, și al Ardealului. Fiind Guvernatoru țărăi măriia sa Bamfi GHEORGHIE. Cu blagoslovenia preasfințitului Kyr ATANASIE Mitropolitul Țărăi. În sfânta Mitropolie în BĂLGRAD. În anul de la mântuirea Lumii 1699. De Mihai Iștvanovici Tipograful tu ez Ungrovlahia | Arhiepiscopia Ortodoxă Română, Alba Iulia              | Cimec    |
|      | Noul Testament sau împăcarea, au leagea noao a lui Ic Xc Domnul nostru | Datare: 1648 Școală: a măriei sale Typografie Dimensiuni: in 2 (29 x 18 cm.) Material: hârtie | Noul Testament sau împăcarea, au leagea noao a lui Ic Xc Domnul nostru. Iscodit cu mare socotină, dei izcod Grecescu și slovenescu, pre Limba Rumânească, cu îndemnariia și porunca, denpreună cu toată cheltuiala a măriei sale, Gheorghie Racoți, Craoiul Ardealului, i prociia. Typăritusau întru a mării sale Typografie, dentăiu noou în Ardeal în cetatea Belgradului. Ani, de la întruparea Domnului și măntuitoriului nostru Ic Xc 1648 luna lui Genuarie, 20. | Arhiepiscopia Ortodoxă Română, Alba Iulia              | Cimec    |
|      | Sicriul de Aur. Carte de Propovedanie la Morți. | Datare: 1683 Școală: în Typografia noao în Cetate Dimensiuni: in 4 (17 x 13 cm.) Material: hârtie | Sicriul de Aur. Carte de Propovedanie la Morți. Scoasă din Scripturile sfinte cu Porunca și îndemnarea Măriei sale, Apafi Mihaiu, Craiul Ardealului. Tipăritâ în Tipografiia noao ăn Cetate în Sas Sebeș, anii 1683, sept 17. | Arhiepiscopia Ortodoxă Română, Alba Iulia              | Cimec    |
|      | Triodion | Datare: 1731 Școală: Tipografia Episcopiei; episcopul Inochentie al Râmnicului, editor; Ieremia Atanasievici, tipograf; Dimitrie, gravor Dimensiuni: In 2 (32 x 21,5 cm.) Material: hârtie                                                                     | Triodion acum întâi întracest chip tipărit în Sfânta Episcopie a Râmnicului și despvârșit mai luminat în limba rumânească așezat. Cu nevoința și cu toată chieltuiala a Prea Sfințitului și de Dumnezău iubitoriului Kyr Inochentie, Episcopul Râmnicului, în anul de la Xc 1731, iulie, 20. | Muzeul Național al Unirii, Alba Iulia                  | Cimec    |
|      | Octoih și slujbele sfinților de obște | Datare: 1760 Școală: Tipografia mănăstirii Sfintei Troițe; Petru Tekelt Sibianul, tipograf; Ioanichie Endredi, gravor Dimensiuni: In 4 (21,5 x 15,5 cm.) Material: Hârtie                                                                                      | Octoih și slujbele sfinților de obște. Cu blagoslovenia prea o sfințitului și prea luminatului Chiriu Chir Petru Pavel Aron de Bistra prin Țara Ardealului și părților ei înpreunată. Vlădicul Făgărașului. Tipărit la Sfânta Troiță în Blaj. 1760. De Petru Sibianul | Muzeul Național al Unirii, Alba Iulia                  | Cimec    |
|      | Psaltirea Pr[o]r[o]cului și înpăratului David Autor: Gheorghe Radovici, diorthositor [traducător] | Datare: [1710] Școală: Tipografia Mitropoliei; Gheorghe Radovici, tipograf Dimensiuni: In 8 (16 x 11 cm.) Material: hârtie | Psaltirea Pr[o]r[o]cului și înpăratului David. Acum într-acesta chip tipărită rumânește. În zilele Prea luminatului Domn Ioan Constandin Basarab Voevod. Fiind mitropolit Țării, Chir Antim Ivireanul. În sfânta Mitropolie în Târgoviște, la anul de la zidirea lumii 7218. | Muzeul Național al Unirii, Alba Iulia                  | Cimec    |
|      | Triodion | Datare: 1771 Școală: în tipografia Mânăstirii Bunei Vestiri; Petru Papavici tipografu Rîmniceanu Dimensiuni: in 2 (34,5 x 21,5 cm) Material: hârtie manuală | Triodion acum întâiu așezat și tipărit după rânduiala Besearecii Răsătirului supt stăpânirea Prea înălțatei Împărătesei Râmleanilor Prințeasei Ardealului Iproci Doamnei Doamne Mariei Theresii, cu blagosloveniia celor mai mari. Tipărit în Blaj în Tipografiia Mânăstirii Bunei Vestiri, anii de la Hristos 1771. Petru Papavici tipografu Rîmniceanu | Arhiepiscopia Ortodoxă Română, Alba Iulia              | Cimec    |
|      | Psaltire | Datare: 1743 Școală: Tipografia Mitropoliei Iași; Duca Sotiriovici tipograful de la Thasos; Ioan Nicolae Mavrocordat voievod Dimensiuni: in 4 (26 x17 cm) Material: hârtie manuală                                                                             | Psaltirion a Prorocului și împăratului David. Cu rugăciunile la toate Cathizmele cu tălcuri la fiește care Psalom, cu cântările lui Moisi, cu Psalmii cei aleși cu prilealele lor cu puțină istorie a numelor jidoveaști cu Pascalii de 197 de ani, împreună cu stah ev și cu bă. Care cucucerie s-au închinat prea luminatului și prea înălțatului Domn și oblăduitoriu a toată Țara Moldovii Io Ionn Nicolae Mavrocordat Voevod. Purtând crma Pravoslaviei Prea Sfințitul Mitropolit Kyr Nichifor Peloponisiianul. De Duca Sitiriovic Tipograful de la Thasos. Cu a căruiia chieltuială acum întâi întra cestaș chip s-au tipărit în Iași. În anul de la zidirea lumii 7252, iară de la mântuirea 1743. | Arhiepiscopia Ortodoxă Română, Alba Iulia              | Cimec    |
|      | Triodion | Datare: 1771 Școală: în tipografia Mânăstirii Bunei Vestiri Dimensiuni: in 2 (33 x 21 cm) Material: hârtie manuală | Triodion acum întâiu așezat și tipărit după rânduiala Besearecii Răsătirului supt stăpânirea Prea înălțatei Împărătesei Râmleanilor Prințeasei Ardealului Iproci Doamnei Doamne Mariei Theresii, cu blagosloveniia celor mai mari. Tipărit în Blaj în Tipografiia Mânăstirii Bunei Vestiri, anii de la Hristos 1771. Petru Papavici tipografu Rîmniceanu | Arhiepiscopia Ortodoxă Română, Alba Iulia              | Cimec    |
|      | Tetraevangheliarul slavo-român | Datare: 1551-1553 Școală: Filip Moldoveanul Dimensiuni: in 2 (27,5 x 19 cm) Material: hârtie | | Arhiepiscopia Ortodoxă Română, Alba Iulia              | Cimec    |
|      | Psaltirea ce să zice Căntarea Fericitului Proroc și Împărat David | Datare: 1651 Școală: în cetatea Belgradului; Simion Ștefam, mitropolitul Ardealului Dimensiuni: in 4 (20 x 15,5 cm.) Material: hârtie | Psaltirea ce să zice Căntarea Fericitului Proroc și Împărat David. Cu căntările lui Moisi și cu summa și rănduiala la toți Psalomii. Izvoditâ cu mare socotință dei izvod jidovesc pre limbâ rumâneascâ cu Ajutoriul lui Dumnezău și cu îndemnarea și porunca denpreunâ cu toatâ cheltuiala a măriei sale Gheorghie Racoți, Craiul Ardealului i procaia. Typăritusau întru A măriei sale Typografie, Dentăiu Noao, în Ardeal în cetatea Belgradului. Că leato 71.. A ..... 1651 decem 25 di. | Arhiepiscopia Ortodoxă Română, Alba Iulia              | Cimec    |
|      | Chiriacodromion sau Evanghelie învățătoare | Datare: 1699 Școală: în Mitropolia Bălgradului; Mihai Iștvanovici tipograful Dimensiuni: in 4 (28,2 x 19,5 cm.) Material: hârtie | Chiriacodromion sau Evanghelie învățătoare, Care are întru ea Cazanii la toate duminecile preste an, și la Praznicele Domnești, și la Sfinții cei numiț Acum întâi întru acesta chip așezată și tipărită și mai luminat în limba rumânească diorthosită. Supt biruința prealuminatului și înălțatului IOSIF LEOPOLD, Craiulu Budei și al țărâi Ungurești și al Ardealului. Fiind gubernator țărâi măriia sa Bamfi GHEORGHIE Cu blagosloveniia preasfințitului Chir ATHANASIE Mitropolitul Țărâi în Sfânta Mitropolie în BELGRAD. În anul de la mântuirea lumii 1699. De Mihai Iștvanovici Tipograful Tu ez Uggrovlahia. | Arhiepiscopia Ortodoxă Română, Alba Iulia              | Cimec    |
|      | Strastnic care cuprinde în sine slujba sfintelor Patimi și a Învierii | Datare: 1753 Școală: Tipografia Mănăstirii Sfintei Troițe de la Blaj Dimensiuni: in 2 (35 X 21,5 cm.) Material: hârtie | STRASTNIC care cuprinde în sine slujba Sfintelor Patimi și a Învierii Domnului Hristos ACUM întracesta chip tipărit. SUPT stăpânirea prea înălțatei Chesaro Crăiasei MARII THERESII Cu blagosloveniia Prea Sfințitului VLĂDICII Făgărașului. PETRU PAVEL AARON de la Bistra. Mănăstirea Sfintei Troițe la Blaj Ani de la Hristos 1753 D. Vasilie Constandin. | Arhiepiscopia Ortodoxă Română, Alba Iulia              | Cimec    |
|      | Sfânta și Dumnezeiasca Liturghie | Datare: 1798 Școală: în Typografiia lui Petru Bart Dimensiuni: in 4 (22,5 x 19 cm.) Material: hârtie | Sfânta și Dumnezeiasca Liturghie, întru Mărirea Sfintei de o ființă de viiață făcătoare, și nedespărțitei Troiță, Tatălui și Fiiului și Sfântului Duh. În vreamea Preaosfințitului împăratului Franțisc al duoilea. Fiind guvernator Țării Ardealului Excelenția sa Domnul grog Gheorghie Banfii. Cu slobozeniia înălțatului Crăescului Gubernium. Sau Typărit în Sibii în Typografiia lui Petru Bart, 1798. | Arhiepiscopia Ortodoxă Română, Alba Iulia              | Cimec    |
|      | Anthologhion ce să zice Floarea Cuvintelor | Datare: 1737 Școală: Sfânta Episcopie a Râmnicului, Dimitrie Pandovici tipograful Dimensiuni: in 2 (37 x 24,5 cm.) Material: hârtie | Anthologhion ce să zice Floarea Cuvintelor care cuprinde întru sine rânduiala Dumnezeieștilor Praynice și ale Stăpânei de Dumnezeu Născătoarei și pururea Fecioarei Mariei. Și ale Sfinților celor numiți ce să prăznuesc peste an și ale Sfinților de obște în fiește care zi. Acum întâi tipărit rumâneaște supt stăpânorea Prea înălțatului Mlestat Împărat al Romei Carol al Șaselea. Fiind Drector Țărâi de Ardealului și Valahiei ecțelenția sa Grof de Bales. Cu blagosloveniia și cu toată chieltuiala Prea Sfințitului și de Dumnezeu iubitoriului Kyr Climent, Episcopul Râmnicului. Și s-au tipărit în Sfânta Episcopie a râmnicului la anul de la facerea lumii 1737, întâia zi a lui August. De Dimitrie Pandovici tipograful | Arhiepiscopia Ortodoxă Română, Alba Iulia              | Cimec    |
|      | Chiriacodromion saunevanghelie de învățătoare | Datare: 1699 Școală: Copist în Mitropolia Bălgradului; Mihai Iștvanovici tipograful Dimensiuni: in 2 (27 x 17,7 cm) Material: hârtie manuală | Chiriacodromion sau Evanghelie învățătoare, Care are întru ea Cazanii la toate duminecile preste an, și la Praznicele Domnești, și la Sfinții cei numiț Acum întâi întru acesta chip așezată și tipărită și mai luminat în limba rumânească diorthosită. Supt biruința prealuminatului și înălțatului IOSIF LEOPOLD, Craiulu Budei și al țărâi Ungurești și al Ardealului. Fiind gubernator țărâi măriia sa Bamfi GHEORGHIE Cu blagosloveniia preasfințitului Chir ATHANASIE Mitropolitul Țărâi în Sfânta Mitropolie în BELGRAD. În anul de la mântuirea lumii 1699. De Mihai Iștvanovici Tipograful Tu ez Uggrovlahia. | Arhiepiscopia Ortodoxă Română, Alba Iulia              | Cimec    |
|      | Chiriacodromion care are întru sine | Datare: 1699 Școală: în Mitropolia Bălgradului; Mihai Iștvanovici tipograful Dimensiuni: in 2 (27 x 18,5 cm) Material: hârtie manuală | Chiriacodromion sau Evanghelie învățătoare, Care are întru ea Cazanii la toate duminecile preste an, și la Praznicele Domnești, și la Sfinții cei numiț Acum întâi întru acesta chip așezată și tipărită și mai luminat în limba rumânească diorthosită. Supt biruința prealuminatului și înălțatului IOSIF LEOPOLD, Craiulu Budei și al țărâi Ungurești și al Ardealului. Fiind gubernator țărâi măriia sa Bamfi GHEORGHIE Cu blagosloveniia preasfințitului Chir ATHANASIE Mitropolitul Țărâi în Sfânta Mitropolie în BELGRAD. În anul de la mântuirea lumii 1699. De Mihai Iștvanovici Tipograful Tu ez Uggrovlahia. | Arhiepiscopia Ortodoxă Română, Alba Iulia              | Cimec    |
|      | Cărticica năravurilor bune pentru tinerime Autor: Johann Heinrich Campe, autor; Moise Fulea, traducător | Datare: 1828-1829 Școală: Nicolae Munteanovici, copist Dimensiuni: In 4 (24 x 19 cm.) Material: hârtie | Cărticica năravurilor bune pentru tinerime acum întâi de pre nemâie pre românie întoarsă. Făcută cu întrebări și cu răspunsuri spre deșteptarea copiilor. Sibii. În Tipografia lui Ioan Bart 1819. | Muzeul Național al Unirii, Alba Iulia                  | Cimec    |
|      | Liturghier slavon | Datare: Prima jumătate a secolului al XVI-lea Școală: Copist necunoscut Dimensiuni: In 8 (19 x 13 cm.) Material: hârtie manuală, cu filigran, provine de la moara de hârtie din Schweidnitz                                                                    | | Muzeul Național al Unirii, Alba Iulia                  | Cimec    |
|      | Mineie pentru tot anul | Datare: Sfârșitul secolului al XVII-lea - începutul secolului al XVIII-lea Școală: Popa Ioan din Șoroștin Dimensiuni: In 2 (32 x 20 cm.) Material: hârtie | | Muzeul Național al Unirii, Alba Iulia                  | Cimec    |
|      | Wir Joseph der Zweyte, von Gottes Gnaden erwählter römischer Kaiser [...] Autor: Iosif al II-lea, autor | Datare: 1786 Școală: Tipografia lui Martin Hochmeister; Ioan Popovici, gravor Dimensiuni: In 2 (37,5 x 23,5 cm.) Material: hârtie | Nos Iosephus II. Dei gratia electus Romanorum imperator semper augustus […] quod aequum contributionis systema, quo mediante publica onera in genuina, & adaequata proportione subdividenda veniunt, ad communem felicitatem plurimum conferat, viceversa vero omnis inadaequata contributionis subreparatio culturam & industriam perimat, ipsamque impopulationem impediat, certum atque indubium est […] / Wir Joseph der Zweyte, von Gottes Gnaden erwählter römischer Kaiser […] dass ein billiger Steuerfuss, wodurch die öffentlichen Lasten, nach einem ächten Verhältniss untergetheilt werden, das meiste zur allgemeinen Glückseligkeit beytrage, im Gegentheil aber ein unbilliger, Cultur und Industrie ersticke, und die innerliche Bevölkerung verhindere, ist ungezweifelt […]. | Muzeul Național al Unirii, Alba Iulia                  | Cimec    |
|      | Apostol cu Dumnăză[u] Svăntu[l] carea întruacesta chip tocmit depre orănduiala grecescului Apostol | Datare: 1683 Școală: Tipografia Mitropoliei, Șerban Cantacuzino domn al Țării Românești, editor; Teodosie Veștemeanul mitropolit al Țării Românești, patron; Damaschin Gherbest, tipograf și gravor Dimensiuni: In 2 (27,5 x 17) Material: hârtie              | Apostol cu Dumnăză[u] Svăntu[l] carea întruacesta chip tocmit depre orănduiala grecescului Apostol acum întâi sau tipărit. Den porunca și cutoata ch[i]eltuiala, prea luminatulu[i] și prea înălțatulu[i] Do[m]n și Oblăduitoriu atoată țara Rumăneascî Io Șerban C[atacuzino] Voevo[d] adevăratu[l] nepo[t] prebunului Bătră[n] Șerba[n] Băsăra[b] Voevo[d]. Întru folosul, și înțeleagerea pravosla[v]nicii Rumăneștii Beseareci. Îspravnic fiind prea Sfințitul Chir Theodosie Mitropolitul Țărăi și Exa[r]h Laturilo[r]. În sca[u]nu[l] Mitropolii Bucureștilo[r] tipări[n]du[l] la anul de la sp[ă]seniia Lumii 1683. | Muzeul Național al Unirii, Alba Iulia                  | Cimec    |
|      | Psaltirea a Prorocului și Înpăratului David | Datare: 1694 Școală: Tipografia domnească de la Mitropolie, domnul Constantin Brâncoveanu, editor; Antim Ivireanul, tipograf; Damaschin Gherbest, gravor Dimensiuni: In 4 (18,5 x 13 cm.) Material: hârtie                                                     | Psaltirea a Prorocului și Înpăratului David, cu m[o]l[i]tve la toate Cathizmele. Și cu pashalii de 50 de ani. După orânduiala greciască. Și la săvârșit exapsalmu. Acum întâi tipărită pre l[i]mba rumânească. Cu porunca și toata cheltuială a prea luminatului și înă[l]țatului Domn și oblăduitoriu a toată Țara Rumânească Ioan Costandin B. B. Voevod purtând cârma pravoslaviei Prea Sf[i]nțitu[l] Mitropoli[t] Chi[r] Theodosie. Tipăritusau în Tipografiia domnească. În sfânta Mitropolie în București. În anul dela zidirea lumii 7202. Iară dela mântuire 1694. | Muzeul Național al Unirii, Alba Iulia                  | Cimec    |
|      | Traditiones Ecclesiasticae studio et opera Petri Annati collectae Autor: Pierre Annat, autor | Datare: 1745 Școală: Tipografia Societății Academice Iezuite din Cluj Dimensiuni: In 8° (16x10 cm) Material: Hârtie | Traditiones Ecclesiasticae studio et opera Petri Annati collectae. Honoribus Reverendorum Nobiliul; ac Eruditorum Dominorum Dictae. Dum In Alma, ac Regio-Principali Soc. Jesu Univeristate Claudiopolitana Promotore R. P. Emerico Pallovics e Soc. Jesu. AA. LL. & Philosoph. Doctore, ejusdemque Professore Emerito ac p. t. Seniore Suprema AA. LL. & Philosophiae Laurea condecorarentur. Anno Salutis M. DCC. XLV [1745]. Mense Augusto. Die 17. Claudiopoli Typis Academicis Soc. Jesu. | Muzeul Național al Unirii, Alba Iulia                  | Cimec    |
|      | A' Regi Igaz az az: A Romai Katolika hitnek az Apostoli Autor: Ferenczi Andras, autor | Datare: 1785 Școală: Tipografia episcopului romano-catolic Ignac Batthyani Dimensiuni: In 8° (16,5x10 cm) Material: Hârtie | A’ Régi Igaz az az: A Romai Katolika hitnek az Apostoli Tudormányban virágzo igazsága. Irta Medeséri Ferenczi András egyházi pap. Kolosváratt. A’ Püspóki Betukkel 1785. Esztend. | Muzeul Național al Unirii, Alba Iulia                  | Cimec    |
|      | Concordia Orthodoxorum Patrum Orientalium et Occidentalium Autor: Ghenadie, Patriarh al Constantinopolelui, autor | Datare: 1745 Școală: Tipografia Societății Academice Iezuite din Cluj Dimensiuni: In 8° (16x10 cm) Material: Hârtie | Concordia orthodoxorum patrum orientalium et occidentalium De Spiritus Sancti Processione, ex Commentarijs Gennadij Patriarchae Constantinopolit: excerpta per reverendissimum dominum Christophorum Peichich Missionarium Apostolicum, nec non Abbatem S. Georgii de Csanád, Laureatis Honoribus Spectabilium, Praenobilium, Reverendorum, Nobilium, ac Eruditorum DD. Neo-Baccalaureorum, Dum In Alma, ac Regio-Principali Universitate S. J. Claudiopolitana promotore R. P. Michaele Salbeck e S. J. AA. LL. & Philosophiae Doctore, ejusdémque Professore Ordinario Prima AA. LL. & Philosophiae Laurea insignirentur a condiscipulis dicata Anno M. DCC. XLV. [1745] Mense […] Die […]. Claudopoli Typis Academicis Societatis Jesu. | Muzeul Național al Unirii, Alba Iulia                  | Cimec    |
|      | Purpura Pannonica sive Vitae, et Res Gestae S.R.E. Cardinalium Autor: Timon Samuel, autor | Datare: 1746 Școală: Tipografia Societății Academice Iezuite din Cluj Dimensiuni: In 8° (15,5x10 cm) Material: Hârtie | Purpura Pannonica, sive vitae, et res gestae S.R.E. cardinalium, qui aut in ditionibus Sacrae Coronae Hungaricae nati, aut regibus sanguine conjuncti, aut episcopatibus Hungaricis potiti fuerunt. Dum Illustr. D. Sigismundus Henter L. Baro de Sepsi Szent Ivany Logices Auditor In alma Rego-Principali Societatis Jesu Academia Claudiopolitana Theses Proemiales Logicae propugnaret, Praeside R. P. Giorgio Szegedi e Soc. Jesu AA. LL. & Philosophiae Doctore, ejusdemque in Logicis Professore Ordinario, Anno Domini 1746 Mense Martio. Die 7, Claudiopoli Typis Acad. Soc. Jesu. | Muzeul Național al Unirii, Alba Iulia                  | Cimec    |
|      | Bárkláj Árgénisse Autor: John Barclay, autor; Boér Sándor, traducător | Datare: 1792 Școală: Tipografia lui Martin Hochmeister Dimensiuni: In 8° (18,5x11 cm) Material: Hârtie | Bárkláj Árgénisse deákból szabad forditás, K. Boér Sándor által. Kolosváratt és Szebenben: Nyomtat. Hochmeister Márton által, 1792. | Muzeul Național al Unirii, Alba Iulia                  | Cimec    |
|      | Instructio pro tabula regia Judiciaria Transylvanica | Datare: [1777] Școală: Tipografia lui Martin Hochmeister Dimensiuni: In 8° (18x11 cm) Material: Hârtie | Instructio pro tabula regia Judiciaria Transylvanica. Venum prostat Cibinii & Claudiopoli in Bibliopoliis Martini Hochmeister. | Muzeul Național al Unirii, Alba Iulia                  | Cimec    |
|      | A’ keresztyén léleknek halál’ félelmei ellen való orvosságai, Némely bóldog ki-múlásra való szükséges Készületekkel Autor: Charles Drelincourt, autor; Zágoni Aranka György, traducător                                   | Datare: 1768 Școală: [Debretzeni Samuel, tipograf la Aiud] Dimensiuni: In 8° (17,5x10,5 cm) Material: Hârtie | A’ keresztyén léleknek halál’ félelmei ellen való orvosságai, Némely bóldog ki-múlásra való szükséges Készületekkel. Irattattak Frantzia nyelven Drelincourt Károly által, Magyarra fordíttattak Zágoni Aranka Gyö[r]gy nemes Erdélly orszagábán a’ keresztyén réformáta ekklésiak Elébbeni Superintendense által. Elsö Darab. Nyomtatt. MDCCLXVIII [1768]. Esztend. | Muzeul Național al Unirii, Alba Iulia                  | Cimec    |
|      | A’ magyar, és székely asszonyok’ törvénye. Mellyet E' két nevezetü, de egy Vérü Nemes Nemzetnek Törvényiből, Törvényes Szokásiból, Végezésiből, Birák Itéletiből, és más Törvény-Tudók Autor: Cserei Farkas               | Datare: 1800 Școală: Tipografia lui Martin Hochmeister Dimensiuni: In 8° (18,5x10,5 cm) Material: Hârtie | A’ magyar, és székely asszonyok’ törvénye. Mellyet E' két nevezetü, de egy Vérü Nemes Nemzetnek Törvényiből, Törvényes Szokásiból, Végezésiből, Birák Itéletiből, és más Törvény-Tudók Irásiból egybe-szedett Nagy-Aitai Cserei Farkas Az Apostoli Királyi Felségének Udvari Tanáts Hive. Kolo’sváratt. Az Ki-Adó Költségével 's Hochmeister Márton betüivel. 1800. | Muzeul Național al Unirii, Alba Iulia                  | Cimec    |
|      | Chrestomathia ex optimis linguae latinae autoribus concinnata in usum scholarum grammmaticarum Autor: [Molnár János Ker.], autor                                                                                          | Datare: 1781 Școală: Tipografia lui Martin Hochmeister Dimensiuni: In 8° (18x11 cm) Material: Hârtie | Chrestomathia ex optimis linguae Latinae autoribus concinnata in usum scholarum grammaticarum per Magnum Principatum Transilvaniae cum speciali Privileg. Sacr. Caesar. Regiae Apost. Majest. Cibinii Typis Martini Hochmeister Typogr. & Bibliopolae Priv. | Muzeul Național al Unirii, Alba Iulia                  | Cimec    |
|      | Deus discernens seu Dissertationes theologicae scholoastico-dogmaticae Autor: Csató Alexius, autor | Datare: 1739 Școală: Tipografia Societății Academice Iezuite din Cluj Dimensiuni: In 2° (34,5 x 20,5 cm) Material: Hârtie | Deus discernens seu dissertationes theologicae scholastico-dogmaticae de gratia omnium et Praedestinatione Sanctorum. Auctore A. R. P. F. Alexio Csato Ordinis Minor S. Franc. Strictior. Observantiae SS. Theologiae Lectore generali & Provinciae Transylv. Iterato Ministro Provinciali Actuali. Claudiopoli Typis Academicis Societatis Jesu Anno 1739. | Muzeul Național al Unirii, Alba Iulia                  | Cimec    |
|      | Molitvenic Autor: Ioan Zoba din Vinț, traducător, autor | Datare: 1689 Școală: Tipografia Mitropoliei Bălgradului, tipograf Chiriac Mol[dovean] Dimensiuni: In 4° (19,5 x 14 cm.) Material: Hârtie | MOLITVENIC Izvodit din slovenie pre limba Rumâniască. supt Crăiria și biruința Prea lumina-tului și Milostivului Domn MIHAIL APAFI, cel mai Mare. din Mila lui Dumnesău Craiul Ardealului, Domnului părților Țărăi Ungurești, și Șplanului Săcuilor, i proci. și cu blagoslovenia prea osfințitului părinte, Kir Varlaam: Mitropo-litul Belgradului, și a toată țara Ardealului, eșteje i proci. Tipăritusau în MITROPOLIA: Belgradului. Anii Domnului, 1689. April, 22 de sil. | Muzeul Național al Unirii, Alba Iulia                  | Cimec    |
|      | Sicriul de aur Autor: Ioan Zoba din Vinț, autor-editor | Datare: 1683 Școală: Tipărit în Tipografiia noao, în Cetate în Sas-Sebeș, Daniil tipograf Dimensiuni: In 4° (19,5 x 14 cm.) Material: Hârtie | Sicriul de aur. Carte de propovedanie la morți. Scoasă din Scripturile sfinte cu porunca și îndemnarea Măriei Sale, Apafi Mihaiu, Craiul Ardealului. Tipărit în Tipografiia noao, în Cetate în Sas-Sebeș. Ani 1683, Sep., 17. | Muzeul Național al Unirii, Alba Iulia                  | Cimec    |
|      | Molitvenic Autor: Ioan Zoba din Vinț, traducător | Datare: 1689 Școală: Tipografia Mitropoliei Bălgradului, tipograf Chiriac Mol[dovean] Dimensiuni: In 4° (18,5 x 13,5 cm.) Material: Hârtie | MOLITVENIC Izvodit din slovenie pre limba Rumâniască. supt Crăiria și biruința Prea lumina-tului și Milostivului Domn MIHAIL APAFI, cel mai Mare. din Mila lui Dumnesău Craiul Ardealului, Domnului părților Țărăi Ungurești, și Șplanului Săcuilor, i proci. și cu blagoslovenia prea osfințitului părinte, Kir Varlaam: Mitropo-litul Belgradului, și a toată țara Ardealului, eșteje i proci. Tipăritusau în MITROPOLIA: Belgradului. Anii Domnului, 1689. April, 22 de sil. | Muzeul Național al Unirii, Alba Iulia                  | Cimec    |
|      | Sicriul de aur Autor: Ioan Zoba din Vinț, autor-editor | Datare: 1683 Școală: Tipărit în Tipografiia noao, în Cetate în Sas-Sebeș, Daniil tipograf Dimensiuni: In 4° (18,5 x 13,5 cm.) Material: Hârtie | Sicriul de aur. Carte de propovedanie la morți. Scoasă din Scripturile sfinte cu porunca și îndemnarea Măriei Sale, Apafi Mihaiu, Craiul Ardealului. Tipărit în Tipografiia noao, în Cetate în Sas-Sebeș. Ani 1683, Sep., 17. | Muzeul Național al Unirii, Alba Iulia                  | Cimec    |
|      | Molitvenic Autor: Ioan Zoba din Vinț, traducător | Datare: 1689 Școală: Tipografia Mitropoliei Bălgradului, tipograf Chiriac Mol[dovean] Dimensiuni: In 4° (19,5 x 14,5 cm.) Material: Hârtie | MOLITVENIC Izvodit din slovenie pre limba Rumâniască. supt Crăiria și biruința Prea lumina-tului și Milostivului Domn MIHAIL APAFI, cel mai Mare. din Mila lui Dumnesău Craiul Ardealului, Domnului părților Țărăi Ungurești, și Șplanului Săcuilor, i proci. și cu blagoslovenia prea osfințitului părinte, Kir Varlaam: Mitropo-litul Belgradului, și a toată țara Ardealului, eșteje i proci. Tipăritusau în MITROPOLIA: Belgradului. Anii Domnului, 1689. April, 22 de sil. | Muzeul Național al Unirii, Alba Iulia                  | Cimec    |
|      | Noul Testament sau înpăcarea sau legea nouă Autor: traducător ieromonahul Silvestru, Simion Ștefan mitropolit al Bălgradului                                                                                              | Datare: 1648 Școală: Întru a Mării Sale tipografie, dentâiu noou, în Ardeal în Cetatea Belgradului; tipografi: Ștefan din Ohrida, Simion Ștefan, Gheorghe Rusu, Martin Maior Dimensiuni: In 4° (25,5 x 16 cm). Material: Hârtie                                | Noul Testament sau Înpăcarea, sau Leagea Noao. A lui Iisus Hristos Domnului nostru. Izvodită cu mare socotință, den izvod Grecescu, și Slovenescu, pre limba Rumănească, cu îndemnaria și porunca, denpreunâ cu toatâ cheltuiala, a măriei sale, Gheorghie Racoți, Craiul Ardealului, i procia. Tipăritus-au întru a mării sale Tipografie, dentăiu noou, în Ardeal în cetatea Belgradului. Anii de la Întruparea Domnului și Mântuitoriului nostru Iisus Hristos 1648. Luna lui Ghenuariu 20. | Muzeul Național al Unirii, Alba Iulia                  | Cimec    |
|      | Chiriacodromion sau Evanghelie învățatoare care are întru ia Cazanii la toate Duminecile preste an și la Praznicele Domnești și la sfinții cei numiți. Autor: Mihai Iștvanovici tipograful, autor-traducător [compilator] | Datare: 1699 Școală: Tipografia Mitropoliei Bălgradului, tipograf Mihai Iștvanovici Dimensiuni: In 2° (25,5 x 16 cm). Material: Hârtie | Chiriacodromion sau Evanghelie învățatoare care are întru ia Cazanii la toate Duminecile preste an și la Praznicele Domnești și la sfinții cei numiți. Acum întâi întru acesta chip așezată și typărită și mai luminat în limba Rumânească diorthosită. Supt biruința prea luminatului și înalțatului Iosif Leopold, craiul Budei și al țărăi Ungurești și al Ardealului. Fiind Gubernator țărăi măria sa Bamfi Gheorghie. Cu blagoslovenia prea sfințitului Kyr Athanasie Mitropolitul țărăi. În sfânta Mitropolie în Belgrad. În anul dela mântuirea lumii 1699. De Mihai Istvanovici Typograful tu ex Ungrovlahia. | Muzeul Național al Unirii, Alba Iulia                  | Cimec    |
|      | Sermones Discipuli de Tempore et de Sanctis una cum Promtuario exemplorum Autor: Johannes Heroltus, autor | Datare: 1502 Școală: Tipografia lui Anton Koberger, tipograf Anton Koberger Dimensiuni: In 2° (32 x 21 cm.) Material: Hârtie | Sermones Discipuli de Te[m]pore et sanctis vna cu[m] Promptuario exe[m]plo[rum]. | Muzeul Național al Unirii, Alba Iulia                  | Cimec    |
|      | Institutio confessariorum Autor: Brundusino, Martino Fornario | Datare: 1727 Școală: Tipografia Academiei Iezuite din Cluj, tipograf Bernard Weilhamer Dimensiuni: In 8(13,5*8 cm) Material: hartie | Institutio Confessariorum: ea continens, quae ad praxim audiendi confessiones pertinent. Martino Fornario Brundusino Soc. Jesu auctore. Cum brevi instructione clericorum ex epist. D. Hieron. ad Nepotian. Repressa. Claudiopoli, Typis Acad S. J. per Bernard. Weilhamer 1727. | Muzeul Național al Unirii, Alba Iulia                  | Cimec    |
|      | Series Romanorum pontificum cum reflexionibus historicis Autor: Francisc Abaffi | Datare: 1741 Școală: Tipografia Academiei Iezuite din Cluj, tipograf Mihail Becskereki Dimensiuni: In 4 (20*16 cm) Material: hartie | Series Romanorum pontificum cum reflexionibus historicis. Contra nonnullos Sacrae Sedis Apostolicae Calumniatores. Authore R. P. Gregorio Kolb, è S. J. in Universitate Friburgensi historiae Professore ordinario. Dum in Alma, ac Regio Principali S. J. Academia Claudiopolitana. Positiones Universae Philosophiae publicè propugnandas suscepit Spectabilis ac eruditus D. Franciscus Abaffi AA. LL. & Philosofiae Baccalaureatus, nec non pro supremaejusdem laurea Candidatus, Preaside Joanne Nagy è S.J. AA LL & Philosophia Doctore ejusdemque Professore emerito. Autoribus Oblata. Anno Salutis. | Muzeul Național al Unirii, Alba Iulia                  | Cimec    |
|      | Statuta municipalia Provinciae Transylvanicae Fratrum Minorum Observantiae | Datare: 1730 Școală: Tipografia Conventului Franciscan de la Șumuleu-Ciuc Dimensiuni: In 4(20*14,5 cm) Material: hartie | Statuta municipalia Provinciae Transylvanicae Fratrum Minorum strictioris observantiae, sub patrocinio es & apostolici regis Stephani Deo samulantium. Accedente libero compromisso cunctorum Provinciae Discretorum, et Superiorum actualium in intermedia Venerabilis Diffinitori Congregatione vim Capituli habente, ex sacris Canonibus, Apostolicis Sanctionibus, generalibus Ordinis, & almae Provinciae veteribus, ac recentioribus Constitutionibus, Anno MDCCXXVII. in hoc corpus redacta preamisoq: rigidissimo revisorum,a Reverendissimo Patre Ministro Generali specialiter deputatorum examine, in proxime praeterito Capitulogenerali Anno MDCCXXIX. Celebrato approbata, impressa vero Jussu Superiorum Typis nostri Venerabilis, & principalioris Conventus B. V.Visitantis. M.DCC.XXX. [1730]. | Muzeul Național al Unirii, Alba Iulia                  | Cimec    |
|      | Opusculum Polemicum adversus late, praesertim inter politicos | Datare: 1735 Școală: Tipografia Academiei Iezuite din Cluj, tipograf Simon Thadeus Weichenberg Dimensiuni: In 8 (16,5*10cm) Material: hartie | Opusculum polemicum adversus late, praesertim inter politicos et doctiores Acatholicos grassantem sectam, vulgo indifferentismum dictam, hujusque celebriores hoc saeculo Defensores, Poiretum, Gardenum et Puffendorffium, solide, & e primis Theologiae principiis, stylo elegantiori, remoto videlicet vulgarium scholastica vocum usu, A quodam S. J. sacrosanctae theologiae doctore elaboratum nunc vero honoribus Illustrissimi Domini, Domini Pauli e comitibus Haller de Hallerkö &c. Dum in Alma ac Regio. Principali S. J. Academia Claudiopolitana promotore R. P. Georgio Daroczi e S. J. AA LL & Phil. Doct. ejusdemq; Profess. Ordinario prima AA LL. et Philosophiae Laurea insigniretur a neo-baccalaureis condiscipulis dicatum anno M.DCC.XXXV, Mense Die . Typis Academicis Societatis Jesu per Sim. Thad. Weichenberg. | Muzeul Național al Unirii, Alba Iulia                  | Cimec    |
|      | Epitome Historiae Byzantinae e compluribus maxime Graecis scriptoribus concinnata Autor: Becze, Stephan | Datare: 1743 Școală: Tipografia Academiei Iezuite din Cluj, tipograf Mihail Becskereki Dimensiuni: In8 (16,5*10 cm.) Material: hartie | Historiae Byzantinae epitome, e compluribus Graecis scriptoribus concinnata. Tomulus II. Honoribus Reverendissimi Domini Domini Joannis Biro Venerabilis Capituli Albae-Carolinensis Canonici, Sedisque Apostolicae Proto-Notarii, ac Ecclesiae Claudipolitanae Parochi Zelosissimi, Domini Domini, ac Patroni sui Gratiosissimi, Dicata. Dum In Alma, ac Regio-Princip. S. J. Universitate Claudiopolitana, Mense , Die , Anno M.D.CC.XLIII. Positiones Universa Philosophiae publico propugnanda suscepis Rev. Nob. ac Erudit. D. Stephanus Becze AA. LL. & Philosophiae Baccalaureus formatus, & pro suprema ejusd. laurea Candid. e Sem. Cl. Al. Ap. Preaside R. P. Emerico Palkovics è S.J. AA LL & Philos. Doct. Ejusdemq. Professore emerito. Claudiopoli Typis Academicis S. J. per Michaelem Becskereki. | Muzeul Național al Unirii, Alba Iulia                  | Cimec    |
|      | Epistolae Mathiae Corvini | Datare: 1745 Școală: Tipografia Academiei Iezuite din Cluj Dimensiuni: In 8(16,5*9,5 cm) Material: hartie | Epistolae Matthiae Corvini, regis Ungariae, ad pontifices, imperatores, reges, principes, aliósque illustres viros. Dum in alma, ac regioprincipali Universitate Soc. Jesu Claudiopolitana. Reverend. Nobilis. ac Eruditus D. Joannes Szasz Sic. Undav. ex Sedem eadem e Sem. Cler. Alumn. Sebelebianus. AA LL & Phil. Bacc. form. ac pro supr. ejusd. Laurea Candidatus universam propugnaret Philosophiam, Praeside R. P. Emerico Pallovics e Soc.Jesu. AA. LL. & Phil. Doct., ejusdemque Professore Emerito. Autoribus Oblatae. Mense August. Die [6] Anno MDCC.XLV. Claudiopoli Typis Academ Soc. Jesu. | Muzeul Național al Unirii, Alba Iulia                  | Cimec    |
|      | Theologia catholica Autor: Lámszki Dániel | Datare: 1732 Școală: Tipografia Academiei Iezuite din Cluj, tipograf Simon Thadeus Weichenberg Dimensiuni: In 8(16*9,5 cm) Material: hartie | Theologia catholica indifferentem, & alium quemvis Errantem ad unicam fidem salvificam, & veram cum Romana Christi Ecclesia pacem manducens. Magnificentissimis Honoribus Illustrissimi Domini Domini Samuelis Vest, Excelsi Regii Gubernii Transylvanici actualis intimi consiliarii. &c. &c. Dum in alma, ac Regio-Princip. S. J. Academia Claudiopolitana, Universae Phil. positiones. Nob., ac Eruditus Dominus Daniel Lámszki AA. LL. & Philosophiae Baccalaureus, ac pro suprema ejusdem Laurea candidatus publice defenderet. Praeside R. P. Andrea Patai Ő S. J. AA. LL. & Phil. Doct. ejusdemq; Profes. emer.dicata. Anno MDCCXXXII. Claudiopoli typis Academicis Societatis Jesu per Simonem Thaddaeum Weichenberg. 1732. | Muzeul Național al Unirii, Alba Iulia                  | Cimec    |
|      | Decreta et vitae regum Ungariae, qui Transylvaniam possederunt Autor: Szegedi, Ioan | Datare: 1744 Școală: Tipografia Academiei Iezuite din Cluj, tipograf Mihail Becskereki Dimensiuni: In 8(16*9 cm) Material: hartie | Decreta Et Vita Regum Ungariae, Qui Transylvaniam possederunt: Cum Notis, & Crisi moderni temporis, tam Juridica, quam Historica: In usum praecipue Ictorum Transylvaniae, forma commodiori vulgata. Pars Secunda. Complectens Decretum, & Acta, Andreae II. seu Hierosolymitani, & Filiis ejus, Ungariae Restauratoris, Belae IV. Cum variis, ad recentiora tempora, procursionibus, & Episodiis: Honoribus Spectabilium, Reverendorum, Nobilium, Dominorum Neo-Magistrorum, Dum In Alma Regio-Principiali Societ. Jesu, Universitate Claudiopolitana, Praeside R. P. Alexio Okolicsani e Soc. Jesu, AA. LL. & Philosophiae Doctore, ejusdemque Professore Emerito, Suprema AA. LL. & Philosophiae Laurea ornarentur, Ab emeritis Philosophis Condiscipulis Dicata Anno Salutis M.DCC.XLVI. Mense . Claudiopoli Typis Academicis S. J. per Michaelem Becskereki. | Muzeul Național al Unirii, Alba Iulia                  | Cimec    |
|      | Peregrinus Catholicus de peregrina unitaria religione Autor: Andreas Matis | Datare: 1742 Școală: Tipografia Academiei Iezuite din Cluj, tipograf Mihail Becskereki Dimensiuni: In 8(15,5*9,5 cm) Material: hartie | Peregrinus Catholicus de Peregrina Unitaria Religione Svavibus, & amicis colloquiis Cum hujus Sectatore Discurrens. Olim A R. P. Joanne Rajcsanis. J. In Lucem editus, Nunc Dum In Alma, ac Regio-Principali Soc. J. Universitate Claudiopolitana, Positiones Philosophiae Universae public propugnandas suscepit Rev. Nobilis, ac Eruditus D. Andreas Matis AA. LL. & Philosophiae Baccalaureus. Nec non pro suprema ejusdem Laurea Candidatus Sem. Cleric. Alum. Apor. Praeside R. P. Ladislao Repszeli S. J. AA. LL. & Philosophiae Doctore, ejusdémq; Professore emerito. Auditoribus oblatus. Anno Salutis MDCC. XLII. Mense Aug. Die. Claudiopoli Typis Academicis S. J. per Michaelem Becskereki. | Muzeul Național al Unirii, Alba Iulia                  | Cimec    |
|      | Sacra Ecclesiae Concilia studio et opera Petri Annati | Datare: 1744 Școală: Tipografia Academiei Iezuite din Cluj, tipograf Mihail Becskereki Dimensiuni: In 8(15,5*9,5 cm) Material: hartie | Sacra Ecclesiae Concilia Studio, & opera Petri Annati in compendium redacta Laureatis Honoribus spectabilium, praenobilium, reverendorum, nobilium, ac eruditorum DD. Neo-Baccalaureorum, dum in Alma, ac Regio-Principali Universitate S. J. Claudiopolitana promotore R. P. Emerico Pallovics Ő S. J.AA. LL. & Philosophiae Doctore, ejusdemque Professore ordinario Primâ AA. LL.& Philosophiae Laurea insignirentur, a condiscipulis dicata Ano MDCCXLIV. Mense Majo Die 21. Claudiopoli typis Academicis Societ. Jesu per Micheälem Becskereki. | Muzeul Național al Unirii, Alba Iulia                  | Cimec    |
|      | Decreta et vitae regum Ungariae, qui Transylvaniam possederunt Autor: Szegedi, Ioan | Datare: 1743 Școală: Tipografia Academiei Iezuite din Cluj, tipograf Mihail Becskereki Dimensiuni: In 8(16*9,5 cm) Material: hartie | Decreta, et vitae regum Ungariae, qui Transylvaniam possederunt: cum notis, et crisi moderni temporis, tam juridica, quam historica : […]Eruditorum Dominorum Neo-Baccalaureorum. Dum In Alma, ac Regio-Principali Soc. Jesu Universitate Claudiopolitana, promotore R.P. Alexio Okolicsani. è Soc. Jesu AA. LL. & Philosophiae Doctore Ejusdemque Professore ordinario, prima AA. LL. & Philos. Laurea. Insignirentur, A Phisicis Condiscipulis Dicata anno M DCC. XLIII. Mense Die . Claudiopoli Typis Academicis Societatis Jesu per Michaelem Becskereki. | Muzeul Național al Unirii, Alba Iulia                  | Cimec    |
|      | Verboczi Istvan, Torveny Konyvenek Compendiuma Autor: Homorod Szent Pali Nemeth Ferencz | Datare: 1701 Școală: Tipografia văduvei lui Lengyel Andras Dimensiuni: In 8(15,5*9,5 cm) Material: hartie | Verbõczi István Törvény Könyvének Compendiuma, Melly közönséges Magyar versekre formáltattván irattatott és kiadatott Homorod Sz: Pali N. Ferencz által. Kolosvaratt: nyomt. az Lengyel Andras özvegyénél, 1701-ben. | Muzeul Național al Unirii, Alba Iulia                  | Cimec    |
|      | Labores asiatici herculis christiani Autor: Antonius Mikes de Zabola | Datare: 1743 Școală: Tipografia Academiei Iezuite din Cluj, tipograf Mihail Becskereki Dimensiuni: In 12(13*8 cm) Material: hartie | Guilielmi de vaha melreusii e Societate Jesu, Labores Asiatici Hercules christiani Godefredi Bullionii, honoribus illustrissimi domini domini comitis Antonii Mikess de Zabola dum in Alma Regio-Principali Soc[ietatis] Jesu Universitate Claudiopolitana universam propugnaret philosophiam, promotore R. P. Emerico Palkovics, e Soc. Jesu AA LL & philosophiae doctore ejusdemque professore emerito Suprema AA LL phil[osophiae] baccal[aureus] insigniretur. A Philosophis Condiscipulis Dicati. Anno M. DCC. XLIII Die. Mens. Claudiopolis. Typis Academicis Societatis Jesu. Per Michaelem Becskereki. | Muzeul Național al Unirii, Alba Iulia                  | Cimec    |
|      | Andreae Maximiliani Fredro CasteLlani Leopoliensis, Norma Principium Christianorum Autor: Andreas Maximilianus Fredro, autor.                                                                                             | Școală: Tipografia Societății Academice Iezuite din Cluj Dimensiuni: In 8° (17 x 10 cm.) Material: hârtie | Andreae Maximiliani Fredro CasteLlani Leopoliensis, Norma Principium Christianorum. Distributa ab Emerico Georgio Csernatoni de eadem, e. Conv. Nobilium, Spect. Transilvano Phil. Baccalaureo, cum Universam Philosophiam propugnaret. Praeside R. P. Stephano Kaprinai e Soc. Jesu, Philos. Doctore, & in Univ. Claudiopolitana Professore Seniore. Anno M. DCC. LI. Claudiopoli, Typis Academicis Societ. Jesu, Anno M. DCC. LI. | Muzeul Național al Unirii, Alba Iulia                  | Cimec    |
|      | Breviarum Juris Transsilvanici cum proemio de fontibus Juris Transs. Autor: Joseph Carol Eder, autor | Școală: Tipografia lui Petru Barth Dimensiuni: In 8° (18,5 x 11 cm.) Material: hârtie | Breviarum Juris Transsilvanici cum proemio de fontibus Juris Transs. Et indice Locupletissimo adcuravit Jos. Car. Eder. Cibinii. Typis Petri Barth Caes. Reg. Dicast. Typogr. MDCCC. | Muzeul Național al Unirii, Alba Iulia                  | Cimec    |
|      | Ortus et Progressus Sacri Ordinis Fratrum Minorum S. P. N. Francisci Annis 75 perdurantis Autor: Massaeus Kresslinger, autor.                                                                                             | Datare: 1736 Școală: Tipografia Societății Academice Iezuite din Cluj; Simon Thadeus Weichenberg, tipograf. Dimensiuni: In 4° (19,5 x 15,5 cm.) Material: hârtie                                                                                               | Ortus et Progressus Sacri Ordinis Fratrum Minorum S. P. N. Francisci. Annis DXXV. perdurantis Ex Bullis Pontificiis, ac Probatissimis Authoribus ab A. R.P. Fr. Massaeo Kresslinger, Ord. Min. Strict. Observ. Lectore Jubilato, ac Provinciae Bavariae iterato Ex-Provinciali compendiose coscriptus, qui Altera Hac Editione Sub Gratiosissimis Auspiciis Excellentissimi D. Comitis, Domini Joannis Haller De Hallerstein, Sac. Caes. Regiaeque Cathol. Majest. Camerarii Status ejusdem Actualis, & Intimi Consiliarii Principatus Transylvaniae, Partiumq; Hungariae eidem annexarum Regio-Principalis Gubernatoris, nec non Fratrum Minor. Strict. Observ. dicti Principatus Supremi Syndici Apostolici, Mecoenatis Munificentissimi, & Colendissimi, nomine Provinciae Transylvaniae lucem pulicam aspicit. Cum Superiorum, ac Authoris expresso consensu excusus. Claudiopoli, Typis Academicis Societatis Jesu, per Simonem Thadaeum Weichenberg, Anno M. DCC. XXXVI. | Muzeul Național al Unirii, Alba Iulia                  | Cimec    |
|      | Schesaei Christiani Saxonis Transylv. Ruinae Panonicae Libri quator Autor: Chrisrian Schesai, autor; Joseph Carol Eder, co-autor, editor.                                                                                 | Datare: 1797 Școală: Probabil tipografia lui Martin Hochmeister Dimensiuni: In 4° (26 x 20 cm.) Material: hârtie | Schesaei Christiani Saxonis Transylv. Ruinae Panonicae Libri quator, statum reipublicae et Religionis in Ungaria et Transsilvania temporibus Joannis Sigismundi Zapolya complexi. Ex editione Witemberg an. 1581. recusi. Accelerunt nunc Notitia literaria de Schesaeo, Notae deinde et Excursus ad Historiam et Jus publicum Transilv. Adtinentes, cum indice critico duplici opera Jos. Car. Eder. Cibinii 1797. | Muzeul Național al Unirii, Alba Iulia                  | Cimec    |
|      | Ortus, Progressus, Vicissitudines, Excisio, et Restauratio, olim custodiae, nunc ab anno M. DCC. XXIX. Provinciae Transilvaniae Ord. Min. S. P. N. Francisci Strict Observ. Autor: Györffi Pál, autor.                    | Școală: Tipografia Conventului Franciscan de la Șumuleu-Ciuc Dimensiuni: In 4° (19,5 x 15,5 cm.) Material: hârtie | Ortus, Progressus, Vicissitudines, Excisio, et Restauratio, olim custodiae, nunc ab anno M. DCC. XXIX. Provinciae Transilvaniae Ord. Min. S. P. N. Francisci Strict Observ. Titulis. Regis Stephani ex Gravissimis, Fideque dignis Authoritatibus clara, ac succinta methodo compilatus, primum in Urbe Orbis capite revisus, castigatus, approbatus, & excusus Typis Reverendae Camerae Apostolicae. eX Vrbe septICoLLe ReDVX oMIne FaVsto Hac secunda editione sub Gratiosissimus auspiciis excelentissimi domini comitis domini Joannis Haller L. B de Haller-Koe, sac. caes. Regiaeque catholicae majest. camerarii, status ejusdem Actualis, ac Intimi Consiliarii, Principatus Transylvaniae, Patiumque eidem annexarum Regio-Principalis Gubernatoris &c. Domini, & Patroni nostri Gratiosissimi, Colendissimi. Cum Facultate Superiorum Luci familiaris Soli expositus. Typis Ven. Conventus Csikiensis, ad B. Virginem Visitantem. | Muzeul Național al Unirii, Alba Iulia                  | Cimec    |
|      | Erdély országának Három könyvekre osztatott törvényes könyve | Datare: 1779 Școală: Tipografia Colegiului Reformat din Cluj Dimensiuni: In 4° (21,5 x 17 cm.) Material: hârtie | Erdély országának Három könyvekre osztatott törvényes könyve. Melly aprobata, compilata constitutiokbol, és novellaris articulusokból áll. Mostan újjabban, minden Haza-Fiaknak hasznokra ki-botsáttattot. Kolo’svaratt, 1779. A’ Reformatum Collegium Betüivel. | Muzeul Național al Unirii, Alba Iulia                  | Cimec    |
|      | Az Erdéllyi Három Nemzetekből Álló Rendeknek 1792-dik Esztendöben | Școală: Tipografia lui Martin Hochmesiter Dimensiuni: In 2° (32 x 21 cm.) Material: Hârtie | Az Erdéllyi Három Nemzetekből Álló Rendeknek 1792-dik Esztendöben Kis Asszony Havának 20-dik napjára Szabad Királlyi Városban Kolo'svárra hirdettetett, és több következett napokban tartatott közönséges gyűléseikben lett végezéseknek és foglalatosságoknak Jegyzó könive. Kolosváratt. Nyomtattatott Hochmeister Márton Ts. Királlyi Priv. Dicasterialis Köniv. Nyomtató által. | Muzeul Național al Unirii, Alba Iulia                  | Cimec    |
|      | Pâinea pruncilor | Datare: 1702 Școală: Tipografia din Bălgrad Dimensiuni: format in 18° Material: hârtie manufacturată | | Muzeul Național al Unirii, Alba Iulia                  | Cimec    |
|      | Evanghelie învățătoare | Datare: 1644 Școală: Tipografia de la Dealu Dimensiuni: format in folio Material: hârtie manufacturată; linii de apă; filigrane | Evanghelie învățătoare. | Muzeul Național al Unirii, Alba Iulia                  | Cimec    |
|      | Noul testament | Datare: 1648 Școală: Tipografia din Bălgrad Dimensiuni: format in folio Material: hârtie manufacturată; linii de apă; filigran | | Muzeul Național al Unirii, Alba Iulia                  | Cimec    |
|      | Evanghelie greco-română | Datare: 1693 Dimensiuni: format in folio Material: hârtie manufacturată | | Muzeul Național al Unirii, Alba Iulia                  | Cimec    |
|      | Psaltire | Datare: 1651 Școală: Tipografia din Bălgrad Dimensiuni: format in 4° Material: hârtie manufacturată; filigran | | Muzeul Național al Unirii, Alba Iulia                  | Cimec    |
|      | Ա[ստուա]ծշունչ Հնոյ եւ Նորոյ Կտակարանայ ներ պարուվակօղ (A[stowa]cašownč‛ Hnoy ew Noroy Ktakaranay ner parownakoł) Autor: Yakōbay hajoc´ Kat´owłikosi                                                                      | Datare: 1666 Școală: Ոսկանի Երևանեցւոյ. Ներ Տպարանում սրբոյն Էջմիածնի. և սրբոյն Սարգսի Oskani Yerewanec‘iwoy, Ner Tparanowm Srboyn Eǰmiacin jew Srboyn Sargsi (Oskan Yerewanci, tipografia Sf. Ejmiacin și St. Sargis) Dimensiuni: 27,5x21 cm Material: hârtie | | Arhiepiscopia Romano-Catolică, Alba Iulia              | Cimec    |
|      | Մօգուլօ նիլգուլ վօլու դույ գույր (Mōgowlō Nilgowē vōlow duwy gowyr) | Datare: 1802 Școală: Neidentificat Dimensiuni: 23 x 19 cm Material: hârtie | | Arhiepiscopia Romano-Catolică, Alba Iulia              | Cimec    |
|      | Հայ եկեղեցական երգարան (Hay Ekełecakan ergaran) – Örmény egyházi énektár | Datare: 1890 Dimensiuni: 23,5 x 19 cm Material: hârtie | | Arhiepiscopia Romano-Catolică, Alba Iulia              | Cimec    |
|      | Պատարագամատոյց (Pataragamatoyc’) | Datare: 1720 Școală: սի Պօռտօլի (I Tparani Antonisi Por̄toli) Dimensiuni: 31,5 x 20 cm Material: hârtie | | Arhiepiscopia Romano-Catolică, Alba Iulia              | Cimec    |
|      | Lectionale | Datare: sec al XI-lea Dimensiuni: bloc codex: 245x175 mm Material: pergament | | Colecția muzeală a Bibliotecii Batthyaneum, Alba Iulia | Cimec    |
|      | Breviarium | Datare: sec XI-XII Dimensiuni: bloc codex: 190x135 mm Material: pergament | | Colecția muzeală a Bibliotecii Batthyaneum, Alba Iulia | Cimec    |
|      | Lectionale | Datare: sec XII Dimensiuni: bloc codex: 244x174 mm Material: pergament | | Colecția muzeală a Bibliotecii Batthyaneum, Alba Iulia | Cimec    |
|      | Missale cum obituario Abbatiae S. Martini in Valle Lawent | Datare: sec XIII-XIV Dimensiuni: bloc codex: 250x178 mm Material: pergament | | Colecția muzeală a Bibliotecii Batthyaneum, Alba Iulia | Cimec    |
|      | Sententiarum libri quattuor Autor: Petrus Lombardus | Datare: sec XIII Dimensiuni: bloc codex: 325x216 mm Material: pergament | | Colecția muzeală a Bibliotecii Batthyaneum, Alba Iulia | Cimec    |
|      | Evangeliarium cum glossa | Datare: sec XIII Dimensiuni: bloc codex: 380x230 mm Material: pergament | | Colecția muzeală a Bibliotecii Batthyaneum, Alba Iulia | Cimec    |
|      | Codex Justinianus Autor: Justinianus | Datare: sec XIII Dimensiuni: bloc codex: 400x255 mm Material: pergament | | Colecția muzeală a Bibliotecii Batthyaneum, Alba Iulia | Cimec    |
|      | Historia V.T. In versus redacta Autor: Aelfricus O.S.B. | Datare: sec XIII Dimensiuni: bloc codex: 245x165 mm Material: pergament | | Colecția muzeală a Bibliotecii Batthyaneum, Alba Iulia | Cimec    |
|      | Satyrae cum glossa Autor: Juvenalis, Decimus Junius | Datare: sec XIII Dimensiuni: bloc codex: 250x130 mm Material: pergament | | Colecția muzeală a Bibliotecii Batthyaneum, Alba Iulia | Cimec    |
|      | De virtutibus moralibus | Datare: sec XIII Dimensiuni: bloc codex: 236x175 mm Material: pergament | | Colecția muzeală a Bibliotecii Batthyaneum, Alba Iulia | Cimec    |
|      | Biblia Sacra | Datare: sec XIII XIV Dimensiuni: bloc codex: 138x100 mm Material: pergament | | Colecția muzeală a Bibliotecii Batthyaneum, Alba Iulia | Cimec    |
|      | Missale in usum ecclesiae Hungaricae | Datare: MCCCLXXVII Școală: Henricus Dimensiuni: bloc codex: 253x185 mm Material: pergament | | Colecția muzeală a Bibliotecii Batthyaneum, Alba Iulia | Cimec    |
|      | Liber epistolarum ex Ponto Autor: Ovidius Naso, Publius | Datare: sec XIII Dimensiuni: bloc codex: 255x130 mm Material: pergament | | Colecția muzeală a Bibliotecii Batthyaneum, Alba Iulia | Cimec    |
|      | Libellus de ultimis sylabis; Accedit Centrimetrum Autor: Servius, Maurus Honoratus | Datare: sec XIV Dimensiuni: bloc codex: 255x130 mm Material: pergament | | Colecția muzeală a Bibliotecii Batthyaneum, Alba Iulia | Cimec    |
|      | Lectionale de Sanctis OP | Datare: sec XIV-XV Dimensiuni: bloc codex: 350x235 mm Material: pergament | | Colecția muzeală a Bibliotecii Batthyaneum, Alba Iulia | Cimec    |
|      | Graduale Abbatiae O.S.B. De Koloszmonostor | Datare: sec XV Dimensiuni: bloc codex: 570x410 mm Material: pergament | | Colecția muzeală a Bibliotecii Batthyaneum, Alba Iulia | Cimec    |
|      | Epistolae familiares Autor: Pius al II-lea, papă | Datare: sec XV Dimensiuni: bloc codex: 315x220 mm Material: pergament | | Colecția muzeală a Bibliotecii Batthyaneum, Alba Iulia | Cimec    |
|      | Super Psalterium Autor: Honorius Augustodunensis | Datare: sec XV Dimensiuni: bloc codex: 300x210 mm Material: pergament | | Colecția muzeală a Bibliotecii Batthyaneum, Alba Iulia | Cimec    |
|      | Decretalium libri quinque cum glossa Autor: Gregorius IX, papă | Datare: sec XIV Dimensiuni: bloc codex: 480x260 mm Material: pergament | | Colecția muzeală a Bibliotecii Batthyaneum, Alba Iulia | Cimec    |
|      | Quaestiones super quattuor libros sententiarum Autor: Totting de Oytha, Henricus | Datare: 1383 Școală: per manus Caspar de Soldow Dimensiuni: bloc codex: 290x205 mm Material: pergament | | Colecția muzeală a Bibliotecii Batthyaneum, Alba Iulia | Cimec    |
|      | Summa catholicae fidei contra gentiles Autor: Thomas de Aquino | Datare: sec XV Dimensiuni: bloc codex: 335x215 mm Material: pergament | | Colecția muzeală a Bibliotecii Batthyaneum, Alba Iulia | Cimec    |
|      | Summatheologica P. 2 (p. 2) Autor: Thomas de Aquino | Datare: sec XV Dimensiuni: bloc codex: 310x210 mm Material: pergament | | Colecția muzeală a Bibliotecii Batthyaneum, Alba Iulia | Cimec    |
|      | Expositio in Evangelium Sancti Johannis Autor: Hugo a S. Victore O.S.A. [Ordine Sancti Augustini] | Datare: sec XV Dimensiuni: bloc codex: 300x210 mm Material: pergament | | Colecția muzeală a Bibliotecii Batthyaneum, Alba Iulia | Cimec    |
|      | Sermones Autor: Hugo a S. Victore O.S.A. [Ordine Sancti Augustini] | Datare: sec XV Dimensiuni: bloc codex: 300x210 mm Material: pergament | | Colecția muzeală a Bibliotecii Batthyaneum, Alba Iulia | Cimec    |
|      | Biblia V.N.T. Concordantiae V. et N, Testamenti Autor: Hugo a Sancto Caro; Conradus a Halberstadt | Datare: sec XIV Dimensiuni: bloc codex: 300x213 mm Material: pergament | | Colecția muzeală a Bibliotecii Batthyaneum, Alba Iulia | Cimec    |
|      | Lexicon biblicum Autor: Guilelmus Brito | Datare: Sec XIII Dimensiuni: bloc codex: 300x213 mm Material: pergament | | Colecția muzeală a Bibliotecii Batthyaneum, Alba Iulia | Cimec    |
|      | Expositio in Evangelium Sancti Johannis Autor: Hugo a S. Victore O.S.A. [Ordine Sancti Augustini] | Datare: Sec XIV Dimensiuni: bloc codex:310x215 mm Material: pergament | | Colecția muzeală a Bibliotecii Batthyaneum, Alba Iulia | Cimec    |
|      | Missale ad usum O.P. | Datare: Sec XIV Dimensiuni: bloc codex: 275x180 mm Material: pergament | | Colecția muzeală a Bibliotecii Batthyaneum, Alba Iulia | Cimec    |
|      | Specchio de la croce Autor: Cavalca, Dominicus | Datare: 1463 Dimensiuni: bloc codex:146x106 mm Material: pergament | | Colecția muzeală a Bibliotecii Batthyaneum, Alba Iulia | Cimec    |
|      | Antiphonale et responsoriale noct. O.P. | Datare: sec XV Dimensiuni: bloc codex:145x930 mm Material: pergament | | Colecția muzeală a Bibliotecii Batthyaneum, Alba Iulia | Cimec    |
|      | Sermones de Sanctis | Datare: sec XV Dimensiuni: bloc codex:298x202 mm Material: hârtie | | Colecția muzeală a Bibliotecii Batthyaneum, Alba Iulia | Cimec    |
|      | Thesaurus de Sanctis Autor: Petrus de Palude | Datare: sec XV Dimensiuni: bloc codex:285x210 mm Material: hârtie | | Colecția muzeală a Bibliotecii Batthyaneum, Alba Iulia | Cimec    |
|      | Breviarum | Datare: 1423 Dimensiuni: bloc codex:310x230 mm Material: hârtie | | Colecția muzeală a Bibliotecii Batthyaneum, Alba Iulia | Cimec    |
|      | Apparatus theologico-iuridicus in Summa Raymundi Autor: Guilelmus Redonensis | Datare: sec XV Dimensiuni: bloc codex:307x210 mm Material: hârtie | | Colecția muzeală a Bibliotecii Batthyaneum, Alba Iulia | Cimec    |
|      | Tractatus de interdicto atque de negligentiis in missis Autor: Guilelmus Redonensis | Datare: sec XV Dimensiuni: bloc codex:307x210 mm Material: hârtie | | Colecția muzeală a Bibliotecii Batthyaneum, Alba Iulia | Cimec    |
|      | Privilegia Oridinis Fratrum Theutonicorum Hierosolymitanorum | Datare: 1424 Dimensiuni: bloc codex:300x210 mm Material: hârtie | | Colecția muzeală a Bibliotecii Batthyaneum, Alba Iulia | Cimec    |
|      | Commentarius in epistolas S. Pauli Autor: Antissiodorensis, Haymon | Datare: sec XIV Dimensiuni: bloc codex:295x210 mm Material: hârtie | | Colecția muzeală a Bibliotecii Batthyaneum, Alba Iulia | Cimec    |
|      | Sermones pro diebus Dominicis et festivis | Datare: sec XV Dimensiuni: bloc codex: 316x208 mm Material: hârtie | | Colecția muzeală a Bibliotecii Batthyaneum, Alba Iulia | Cimec    |
|      | Opus theologicum | Datare: sec XV Dimensiuni: bloc codex: 295x215 mm Material: hârtie | | Colecția muzeală a Bibliotecii Batthyaneum, Alba Iulia | Cimec    |
|      | Breviarium ad usum Ecclesiae Hungaricae | Datare: sec XV Dimensiuni: bloc codex: 180x110 mm Material: pergament | | Colecția muzeală a Bibliotecii Batthyaneum, Alba Iulia | Cimec    |
|      | Compendium theologicae veritatis Autor: Ripelin Argentinensis, Hugo | Datare: sec XIV-XV Dimensiuni: bloc codex: 161x115 mm Material: pergament | | Colecția muzeală a Bibliotecii Batthyaneum, Alba Iulia | Cimec    |
|      | Codex Hymnarius Batthyanyanus | Datare: sec XVI Dimensiuni: bloc codex: 307x195 mm Material: hârtie | | Colecția muzeală a Bibliotecii Batthyaneum, Alba Iulia | Cimec    |
|      | Erklarung des Evangelium des Hl. Lukas | Datare: sec XVII Dimensiuni: bloc codex: 210x150 mm Material: hârtie | | Colecția muzeală a Bibliotecii Batthyaneum, Alba Iulia | Cimec    |
|      | Ein klein grundtlichs Denkbichlein seit 1524-1642 jar… Autor: Resch, Ambrosius | Datare: sec XVII Dimensiuni: bloc codex: 192x145 mm Material: hârtie | | Colecția muzeală a Bibliotecii Batthyaneum, Alba Iulia | Cimec    |
|      | Libro de la cronica del Rey…Enrique IV Autor: de Castillo, Enriquez Didacus | Datare: sec XVII Dimensiuni: bloc codex:290x208 mm Material: hârtie | | Colecția muzeală a Bibliotecii Batthyaneum, Alba Iulia | Cimec    |
|      | Dobrentei kodex (Horae diurnae ad usum monalium) | Datare: 1508 Școală: Copist Bartholomaeus Dobos (Halabori Bertalan) Dimensiuni: bloc codex:155x105 mm Material: hârtie | | Colecția muzeală a Bibliotecii Batthyaneum, Alba Iulia | Cimec    |
|      | Naturalis imago diversorum conchyliorum Autor: Schuster-Schuller, Franciscus | Datare: sec XVIII Dimensiuni: bloc codex:456x320 mm Material: hârtie | | Colecția muzeală a Bibliotecii Batthyaneum, Alba Iulia | Cimec    |
|      | Legatio Transsylvanica | Datare: sec XVIII Dimensiuni: bloc codex:360x220 mm Material: hârtie | | Colecția muzeală a Bibliotecii Batthyaneum, Alba Iulia | Cimec    |
|      | Ecole de Mars pour apprendre l'art fortifier | Datare: sec XVIII Dimensiuni: bloc codex:225x193 mm Material: hârtie | | Colecția muzeală a Bibliotecii Batthyaneum, Alba Iulia | Cimec    |
|      | Compendium institutionum juris civilis | Datare: sec XVIII Dimensiuni: bloc codex:205x159 mm Material: hârtie | | Colecția muzeală a Bibliotecii Batthyaneum, Alba Iulia | Cimec    |
|      | Sermones in Nagyszombat [Tirnavia] habiti Autor: Csete Stephanus | Datare: sec XVIII Dimensiuni: bloc codex: 210x170 mm Material: hârtie | | Colecția muzeală a Bibliotecii Batthyaneum, Alba Iulia | Cimec    |
|      | Schone und Herrliche Sontags Evangelia Autor: Opitz, Josua | Datare: sec XVIII Dimensiuni: bloc codex: 305x200 mm Material: hârtie | | Colecția muzeală a Bibliotecii Batthyaneum, Alba Iulia | Cimec    |
|      | Belisarius Autor: Marmontel, Johannes Franciscus | Datare: sec XVIII Dimensiuni: bloc codex: 198x120 mm Material: hârtie | | Colecția muzeală a Bibliotecii Batthyaneum, Alba Iulia | Cimec    |
|      | Lettres sur la morale des Jesuites Autor: Perrault, Nicolaus | Datare: sec XVIII (1737) Dimensiuni: bloc codex: 223x174 mm Material: hârtie | | Colecția muzeală a Bibliotecii Batthyaneum, Alba Iulia | Cimec    |
|      | Stilus expedilionum in cancellaria D. Personalis reg. Praesentiae | Datare: sec XVIII (1737) Dimensiuni: bloc codex: 195x160 mm Material: hârtie | | Colecția muzeală a Bibliotecii Batthyaneum, Alba Iulia | Cimec    |
|      | Protocollum Archiepiscopatus Strigoniensis ab a. 1701 | Datare: sec XVIII (1737) Dimensiuni: bloc codex: 302x197 mm Material: hârtie | | Colecția muzeală a Bibliotecii Batthyaneum, Alba Iulia | Cimec    |
|      | Modus conficiendi informationes de candidatis et promovendis ad gradum de modo item docendi in scholis Soc[ietatis] Jesu                                                                                                  | Datare: sec XVIII (1737) Dimensiuni: bloc codex: 900x560 mm Material: hârtie | | Colecția muzeală a Bibliotecii Batthyaneum, Alba Iulia | Cimec    |
|      | Synopsis rerum Scepusiensium saeculi XV., quas seniores fraternitatis XXIV civitatum regalium parochorum litteris consignabant                                                                                            | Datare: sec XVIII Dimensiuni: bloc codex: 360x230 mm Material: hârtie | | Colecția muzeală a Bibliotecii Batthyaneum, Alba Iulia | Cimec    |
|      | Miscellanea Autor: Szaur, Paulus | Datare: sec XVIII Dimensiuni: bloc codex: 353x210 mm Material: hârtie | | Colecția muzeală a Bibliotecii Batthyaneum, Alba Iulia | Cimec    |
|      | Codex Theresianus | Datare: sec XVIII Dimensiuni: bloc codex: 355x240 mm Material: hârtie | | Colecția muzeală a Bibliotecii Batthyaneum, Alba Iulia | Cimec    |
|      | Series Wayvodarum Vicewayvodarum Transsylvanie Autor: Huszti Andreas | Datare: 1780-1783 Dimensiuni: bloc codex: 365x250 mm Material: hârtie | | Colecția muzeală a Bibliotecii Batthyaneum, Alba Iulia | Cimec    |
|      | Instructiones pastorales | Datare: 1732 mense novembris Dimensiuni: bloc codex: 375x228 mm Material: hârtie | | Colecția muzeală a Bibliotecii Batthyaneum, Alba Iulia | Cimec    |
|      | Excerpta ex Sanctis Patribus Scriptoribusque Ecclesiasticis Autor: Batthyany, Ignatius | Datare: sec XVIII Dimensiuni: bloc codex: 366x238 mm Material: hârtie | | Colecția muzeală a Bibliotecii Batthyaneum, Alba Iulia | Cimec    |
|      | Praelectiones theologiae pastoralis Autor: Martonfy, Antonius | Datare: 1785 Dimensiuni: bloc codex:230x190 mm Material: hârtie | | Colecția muzeală a Bibliotecii Batthyaneum, Alba Iulia | Cimec    |
|      | Munkacska, mely az istenrol es az isteni dolgokrol... Autor: Dersi, Stephanus, traducător Gejza Jozsef | Datare: 1764 Școală: copist Gejza Jozsef Dimensiuni: bloc codex:205x167 mm Material: hârtie | | Colecția muzeală a Bibliotecii Batthyaneum, Alba Iulia | Cimec    |
|      | Canon Missae Pontificalis | Datare: MDCCLX Dimensiuni: bloc codex:430x302 mm Material: hârtie | | Colecția muzeală a Bibliotecii Batthyaneum, Alba Iulia | Cimec    |
|      | Constitutiones circa reformationem praelatorum et cleri, a[nno] 1279 Autor: Philippus, Firmanus, episcopus | Datare: sec XVIII Dimensiuni: bloc codex:265x192 mm Material: hârtie | | Colecția muzeală a Bibliotecii Batthyaneum, Alba Iulia | Cimec    |
|      | Historia rerum Transsylvanicarum ab anno 1598 Autor: Szamoskozi, Stephanus | Datare: sec XVIII Dimensiuni: bloc codex:315x200 mm Material: hârtie | | Colecția muzeală a Bibliotecii Batthyaneum, Alba Iulia | Cimec    |
|      | Historia visitationis canonicae quam in Zemplen, Ungvar et Saros peregit a. 1749 Autor: Barkoczy, Franciscus | Datare: sec XVIII Dimensiuni: bloc codex:950x620 mm Material: hârtie | | Colecția muzeală a Bibliotecii Batthyaneum, Alba Iulia | Cimec    |
|      | Statuta, constitutiones et consuetudines Venerabilis Capituli Agriensis | Datare: 1714 Dimensiuni: bloc codex:203x161 mm Material: hârtie | | Colecția muzeală a Bibliotecii Batthyaneum, Alba Iulia | Cimec    |
|      | Tractatus de litteris humanioribus | Datare: 1720 Dimensiuni: bloc codex:203x160 mm Material: hârtie | | Colecția muzeală a Bibliotecii Batthyaneum, Alba Iulia | Cimec    |
|      | Historia del Sacro Concilio di Trento Autor: Milledone, Antonius | Datare: sec. XVIII Dimensiuni: bloc codex:196x152 mm Material: hârtie | | Colecția muzeală a Bibliotecii Batthyaneum, Alba Iulia | Cimec    |
|      | Tractatus de angelis et de actibus humanis Autor: Csepeleny, Franciscus | Datare: 1721 Dimensiuni: bloc codex:289x160 mm Material: hârtie | | Colecția muzeală a Bibliotecii Batthyaneum, Alba Iulia | Cimec    |
|      | Nugae philosophicae. Dialogi Heliodori et Menandri Autor: Batthyany, Ignatius | Datare: 1761 Dimensiuni: bloc codex: 207x162 mm Material: hârtie | | Colecția muzeală a Bibliotecii Batthyaneum, Alba Iulia | Cimec    |
|      | Geographia mathematica Autor: Batthyany, Ignatius | Datare: 1761 Dimensiuni: bloc codex: 207x162 mm Material: hârtie | | Colecția muzeală a Bibliotecii Batthyaneum, Alba Iulia | Cimec    |
|      | De usu calicis in hungaria Autor: Batthyany, Ignatius | Datare: 1761 Dimensiuni: bloc codex: 207x162 mm Material: hârtie | | Colecția muzeală a Bibliotecii Batthyaneum, Alba Iulia | Cimec    |
|      | Excerpta historica Germanica | Datare: sec. XVIII Dimensiuni: bloc codex: 220x165 mm Material: hârtie | | Colecția muzeală a Bibliotecii Batthyaneum, Alba Iulia | Cimec    |
|      | Institutio Bibliothecaria | Datare: sec. XVIII Dimensiuni: bloc codex: 390x245 mm Material: hârtie | | Colecția muzeală a Bibliotecii Batthyaneum, Alba Iulia | Cimec    |
|      | Relatio Romanae Curiae forensis Autor: Gorffoy, Johannes | Datare: 1764 Dimensiuni: bloc codex: 186x130 mm Material: hârtie | | Colecția muzeală a Bibliotecii Batthyaneum, Alba Iulia | Cimec    |
|      | Bulla de electione pontificis. Epistolae diversorum. Autor: Urbanus VIII, papă | Datare: sec XVIII Dimensiuni: bloc codex: 270x193 mm Material: hârtie | | Colecția muzeală a Bibliotecii Batthyaneum, Alba Iulia | Cimec    |
|      | Protocoli in welchem annotiert wird | Datare: 1716-1721 Dimensiuni: bloc codex: 308x207 mm Material: hârtie | | Colecția muzeală a Bibliotecii Batthyaneum, Alba Iulia | Cimec    |
|      | Album alumnorum Hungarorum ab anno 1588 in collegio Germanico et Hungarico studentium | Datare: sec XVIII Dimensiuni: bloc codex: 290x210 mm Material: hârtie | | Colecția muzeală a Bibliotecii Batthyaneum, Alba Iulia | Cimec    |
|      | Pravila acesta iaste direptatoriu de lege Autor: Mihail Moxa, traducător | Datare: 1640 Școală: Tipografia mănăstirii de la Govora; Matei Basarab, editor; Meletie Macedonianul și Ștefan din Ohrida, tipografi. Dimensiuni: In 4 (19,5 x 13,5 cm.) Material: Hârtie                                                                      | Pravila acesta iaste direptatoriu de lege tocmeala sfinților ap[o]s[to]li, tocmite de 7 saboarea, catri acesta și a precuvioșilor părinți învățătorilor lumii tipărituseau în tiparia prea luminatului domn Io Mathei Basarab Voevod a toati Țara Ungrovlahiei în Manastir[ea]. Govora Văleato 7149 iară de la nașterea lui Hristos 1640 | Muzeul Național al Unirii, Alba Iulia                  | Cimec    |
|      | Chiriacodromion sau Evanghelie învățatoare care are întru ia Cazanii la toate Duminecile preste an și la Praznicele Domnești și la sfinții cei numiți. Autor: Mihai Iștvanovici tipograful, autor-traducător [compilator] | Datare: 1699 Școală: Tipografia Mitropoliei Bălgradului, tipograf Mihai Iștvanovici Dimensiuni: In 2° (28,5 x 18 cm). Material: Hârtie | Chiriacodromion sau Evanghelie învățatoare care are întru ia Cazanii la toate Duminecile preste an și la Praznicele Domnești și la sfinții cei numiți. Acum întâi întru acesta chip așezată și typărită și mai luminat în limba Rumânească diorthosită. Supt biruința prea luminatului și înalțatului Iosif Leopold, craiul Budei și al țărăi Ungurești și al Ardealului. Fiind Gubernator țărăi măria sa Bamfi Gheorghie. Cu blagoslovenia prea sfințitului Kyr Athanasie Mitropolitul țărăi. În sfânta Mitropolie în Belgrad. În anul dela mântuirea lumii 1699. De Mihai Istvanovici Typograful tu ex Ungrovlahia | Muzeul Național al Unirii, Alba Iulia                  | Cimec    |
|      | Molitveanic | Datare: 1782 Școală: Tipografia Episcopiei; episcopul Filaret al Râmnicului, editor; Climent ieromonah și Constantin Atanasievici, tipograf Dimensiuni: In 4 (19,5 x 14,5 cm.) Material: hârtie                                                                | Molitveanic Acum întru acesta chip sau tipărit, întru întâia domnie, a prea luminatului Domn Io Nicolae Constantin Caragea Voevod. Cu blagosloveniia, și cu toată chieltuiala prea sfinției sale părintelui iubitoriului de Dumnezeu Chiriu Chir Filaret episcopul Râmnicului. În sfînta Episcopie a Râmnicului. La anii dela zidirea Lumii 7290 iar de la Hs. 1782. s-au tipărit de smeritul între ieromonahi Climent ieromonahul tipograf și de Popa Costandin tipograful Râmniceanul | Muzeul Național al Unirii, Alba Iulia                  | Cimec    |
|      | Carte românească de învățătură Dumenecele preste an și la praznice împărătești și la svănți mari Autor: Varlaam mitropolit al Moldovei, traducător                                                                        | Datare: 1643 Școală: În tipariul domnesc. În Mănăstirea a trei Sfetiteli Dimensiuni: In 2 (30 x 17 cm.) Material: hârtie | Carte Românească de învățătură Dumenecele preste an și la praznice împărătești și la svânți Mari. Cu zisa și toată cheltuiala lui Vasilie Voivodul și domnul țarai Mol[dovei]. Din multe scripturi tălmăcită Din limba sloveniască pre limba Romeniască De Varlaam Mitropolitul de Țara Moldovei. În Tipariul Domnesc. În Mănăstirea a Trei Săfetiteli în Iași. De la H[risto]s. 1643. | Muzeul Național al Unirii, Alba Iulia                  | Cimec    |
|      | Autobiografia lui Sava Vakovics Autor: Vakovics, Sava | Datare: Aprilie-iunie 1850 Dimensiuni: 36x23 cm Material: hârtie | | Muzeul Național al Unirii, Alba Iulia                  | Cimec    |
|      | Evangelium Secundum S. Matthaeum et S. Marcum [Codex Aureus] | Datare: cca. 810 Școală: Școala Curții Imperiale a lui Carol cel Mare Dimensiuni: bloc c. 366 x 258 mm, oglindă text 270 x 180 mm, legătură 378 x 265 mm; 2 col., 31 r./pag Material: pergament                                                                | | Colecția muzeală a Bibliotecii Batthyaneum, Alba Iulia | Cimec    |
|      | Horae diurnae (canonicae) latinae et gallicae [Codex Burgundus] | Datare: Sec. XV Școală: Școala gotică din Burgundia Dimensiuni: bloc c. 180 x 120 mm, oglindă text 110 x 70 mm, legătură 190 x 130 mm; 1 col., 16 r./pag Material: pergament                                                                                   | | Colecția muzeală a Bibliotecii Batthyaneum, Alba Iulia | Cimec    |
|      | De bello Jugurthino liber Autor: Sallustius, Crispus Caius | Datare: Sec. X - XI Dimensiuni: bloc c. 185 x 128 mm, oglindă text 125 x 90 mm, legătură 185 x 130 mm; 1 col., 25 r./pag Material: pergament | | Colecția muzeală a Bibliotecii Batthyaneum, Alba Iulia | Cimec    |
|      | Psalterium Davidicum cum calendario | Datare: Sec. XIII Școală: Școala franceză Dimensiuni: bloc c. 210 x 140 mm, oglindă text 150 x 92 mm, legătură 220 x 150 mm; 1 col., 22 r./pag Material: pergament                                                                                             | | Colecția muzeală a Bibliotecii Batthyaneum, Alba Iulia | Cimec    |
|      | Evangelium S. Lucae | Datare: Sec. IX - X Dimensiuni: bloc c. 238 x 185 mm, oglindă text 170 x 110 mm, legătură 245 x 195 mm; 1 col., 21 r./pag Material: pergament | | Colecția muzeală a Bibliotecii Batthyaneum, Alba Iulia | Cimec    |
|      | Missale ad usum ecclesiae Hungaricae | Datare: Sec. XIV - XV Dimensiuni: bloc c. 320 x 225 mm, oglindă text 215 x 145 mm, legătură 330 x 235 mm; 2 col., 33 r./pag Material: pergament | | Colecția muzeală a Bibliotecii Batthyaneum, Alba Iulia | Cimec    |
|      | Missale Coloniense | Datare: Sec. XV Școală: Școala gotică germană Dimensiuni: bloc c. 355 x 245 mm, oglindă text 230 x 170 mm, legătură 365 x 260 mm; 2 col., 28 r./pag Material: pergament                                                                                        | | Colecția muzeală a Bibliotecii Batthyaneum, Alba Iulia | Cimec    |
|      | Promissio Autor: Vendraminus, Andreas | Datare: 1476 Dimensiuni: bloc c. 345 x 255 mm, oglindă text 230 x 160 mm, legătură 355 x 260 mm; 2 col., 39 r./pag Material: pergament | | Colecția muzeală a Bibliotecii Batthyaneum, Alba Iulia | Cimec    |
|      | Missale in usum ecclesiae Germanicae | Datare: Sec. XV Școală: Școala gotică germană Dimensiuni: bloc c. 380 x 275 mm, oglindă text 250 x 180 mm, legătură 400 x 295 mm; 2 col., 29 r./pag Material: pergament                                                                                        | | Colecția muzeală a Bibliotecii Batthyaneum, Alba Iulia | Cimec    |
|      | Homiliae Autor: Haymo, episcop Halberstadiensis | Datare: Sec. XII Dimensiuni: bloc c. 320 x 200 mm, oglindă text 260 x 160 mm, legătură 325 x 205 mm; 1 col., 41 r./pag Material: pergament | | Colecția muzeală a Bibliotecii Batthyaneum, Alba Iulia | Cimec    |
|      | Az erdélyi szász nationak tulajdon haza-törvényei avagy statutumai, mellyek német nyelvből magyarra fordittatanak Autor: Matthias Fronius, autor; Szeli Isáák, traducător                                                 | Datare: 1773 Școală: Szeli Isáák, copist Dimensiuni: In 4 (22 x 16,5 cm.) Material: Hârtie | Az erdélyi szász nationak tulajdon haza-törvényei avagy statutumai, mellyek német nyelvből magyarra fordittatanak és leirattanak maga hasznára Szeli Isáák Pürkeretzei pap által. Purkeretzen. Anno 1773 diebus junii. | Muzeul Național al Unirii, Alba Iulia                  | Cimec    |
|      | Conciones dominicales et festivales conscriptae ex variis authorum libris industria et labore Autor: Szentes Mózes, autor                                                                                                 | Datare: 1781 Școală: Szentes Mózes, copist Dimensiuni: In 4 (22 x 18 cm.) Material: Hârtie | Conciones dominicales et festivales conscriptae ex variis authorum libris industrie et labore R. P. Moysis Szentes. Pars quarta a dom[en]ica VI post pente. Usque a X. In Conventu Csikiensi MDCCLXXXI [1781] | Muzeul Național al Unirii, Alba Iulia                  | Cimec    |
|      | Az egy Istent hivök tüköre | Datare: Sfârșitul secolului al XVI-lea - începutul secolului al XVII-lea Dimensiuni: In 4 (20 x 16 cm.) Material: Hârtie | | Muzeul Național al Unirii, Alba Iulia                  | Cimec    |
|      | Del governo antico della Repubblica di Venezia Autor: Antonio Capello, Alviso Quirini, Antonio Muazzo, autori | Datare: 1789-1793 Școală: Antonio Capello, Alviso Quirini, Antonio Muazzo, copiști Dimensiuni: In 4 (23,5 x 17,5 cm.) Material: Hârtie | Del governo antico della Repubblica di Venezia [...] | Muzeul Național al Unirii, Alba Iulia                  | Cimec    |
|      | Handbuch bey dem Generalbasse und der Composition Autor: Friedrich Wilhelm Marpurg, autor | Datare: 1762 Școală: Gottlieb August Lange, editor Dimensiuni: In 4 (21 x 17,5 cm.) Material: Hârtie | Handbuch bey dem Generalbasse und der Composition mit zwo- drey- vier- fünf- sechs- sieben- acht und mehreren Stimmen für Anfänger und Geübtere, Friedrich Wilhelm Marpurg. Nebst VI. Notentseln. Zweyte, vermehrte und verbesserte Auflage. Berlin, verlegts Gottlieb August Lange, 1762 | Muzeul Național al Unirii, Alba Iulia                  | Cimec    |
|      | Handbuch bey dem Generalbasse und der Composition Autor: Friedrich Wilhelm Marpurg, autor | Datare: 1758 Școală: Gottlieb August Lange, editor Dimensiuni: In 4 (21 x 17,5 cm.) Material: Hârtie | Handbuch bey dem Generalbasse und der Composition mit zwo- drey- vier- fünf- sechs- sieben- acht und mehreren Stimmen von Friedrich Wilhelm Marpurg. Dritter und letzer theil, nebst einem hauptregister uber alle drey theile, und XII Rupfertafeln. Berlin, verlegt Gottlieb August Lange, 1758 | Muzeul Național al Unirii, Alba Iulia                  | Cimec    |
|      | Anhang zum handbuch bey dem Generalbasse und der Composition Autor: Friedrich Wilhelm Marpurg, autor | Datare: 1760 Școală: Gottlieb August Lange, editor Dimensiuni: In 4 (21 x 17,5 cm.) Material: Hârtie | Anhang zum handbuch bey dem Generalbasse und der Composition; worinnen zur Uebung der gewöhnlichern harmonischen Dreyklänge und Septimenaccorde, Probeexempel vorgeleget werden, und hier nächst dasjenige was ein jeder Componist von dem doppelten Contrapunct und der Verfertigung einer Fuge wissen muß, gezeiget wird. von Friedrich Wilhelm Marpurg. Nebst acht Rupfertafeln. Berlin, verlegt von Gottlieb August Lange, 1760 | Muzeul Național al Unirii, Alba Iulia                  | Cimec    |
|      | Sacro-sancti et eocumenici concilii tridentini | Datare: 1741 Școală: Tipografia Academiei Iezuite Dimensiuni: In 12 (14,5 x 9 cm.) Material: Hârtie | Sacrosancti et oecumenici Concilii Tridentini, sub Paulo III. Julio III. & Pio IV. PP. MM. celebrati canones et decreta. Honori Illustrissimi ac Reverendissimi DD. e S. R. Imp. Comitibus de Kunitz et Weiszenburgh, Sacri Candidissimi ac Exempti Ordinis Canonic. Regular. Praemonstratensium Praelato, Inclyti Conventus Ecclesia S. Crucis de Lelesz Praeposito Infulato, S. Reg. Majest. Consiliario &c. &c. Inscripti, Et DD. Sodalibus B. V. Mariae Elisabeth visitantis In strenam oblati Cassoviae 1741. Cassoviae, Typis Academicis S. J. | Muzeul Național al Unirii, Alba Iulia                  | Cimec    |
|      | Catalogus librorum universalis omnigenae facultatis | Datare: 1777 Școală: Johann Thomas Edlen von Trattner, tipograf Dimensiuni: In 8 (16,5 x 10 cm.) Material: Hârtie | Catalogus librorum universalis omnigenae facultatis, Allgemeines Verzeichnis der Bücher, welche bey Johann Thomas Edlen von Trattner, Caiserl. Konigl. Hofbuchdruckern und Buchhandlern, um beygesetze sehr billinge preise in dessen handlungen zu Wien, Prag und Innsbruck zu haben sind. 1777 | Muzeul Național al Unirii, Alba Iulia                  | Cimec    |
|      | Leychpredigten. Etliche fuernemen personen so von anno zwey und neuntzig biß Autor: Siegfried Sack, Jakob Blanchus, autori                                                                                                | Datare: 1596 Școală: Ambrosius II Kirchner, editor; Paul Donat, tipograf Dimensiuni: In 4 (21 x 16 cm.) Material: Hârtie | Leychpredigten. Etliche fuernemen personen so von anno zwey und neuntzig biß ins vier und neuntzigste in der Ertzbischofflichen primatkirchen zu Magdeburgk geschehen. Durch Siegfridum Saccum D. Thumbprediger daselbst. Vnd Zwo Hochzeitpredigten. Eine aus dem andern Capittel Johannis Von der Hochzeit zu Cana in Galilaea. Die ander aus dem 32. Capittel der Sprueche Salomonis. Alphabetum Coniugale. Gedruckt zu Magdeburg durch Paul Donat In vorlegung Ambrosii Kirchners. Im Jahr M.D.XCVI. [1596] | Muzeul Național al Unirii, Alba Iulia                  | Cimec    |
|      | Leychpredigten Welche man bey dem Begrebnusz der verstorbenen | Datare: 1582 Școală: Johann Spangenberg, editor; Katharinam Gerlachen și Johanns vom Berg Erben, tipograf Dimensiuni: In 4 (21 x 16 cm.) Material: Hârtie | Leychpredigten Welche man bey dem Begrebnusz der verstorbenen, in Christlicher Gemein thun mag, vnd sonst in allerley anligen nützlich zu gebrauchen. XV. Auss dem alten Testament, Daneben mehr den[n] LX. Themata oder Sprüch, auss dem alten Testament, auff welche man diese Leichpredigten applicieren möcht. XXVIII. Auss dem Euangelisten Mattheo vnd Marco. XXXIIII. Auss dem Euangelisten Luca. Durch M. Johann Spangenberg. Nürnberg. M D LXXXII [1582] | Muzeul Național al Unirii, Alba Iulia                  | Cimec    |
|      | Christliche Leichpredigt bey dem Begrebnis Autor: Aegidius Hunnius, autor | Datare: 1600 Școală: Georg Müller, tipograf Dimensiuni: In 4 (21 x 16 cm.) Material: Hârtie | Christliche Leichpredigt bey dem Begrebnis, des […] Herrn Gustavi Benedicti Ochsenstern, zu Lindholm, in Vestrogotia […] AEGIDIVM HVNNIVM, Der Heiligen Schrifft Doctorn Professorn vnd Superintendenten dofelbst. Wittemberg / Gedrucht bey M. Georg Müller, anno M. D. C. [1600] | Muzeul Național al Unirii, Alba Iulia                  | Cimec    |
|      | Christliche Leichpredigt bei dem Begräbnis der ehrbarn Autor: Aegidius Hunnius, autor | Datare: 1600 Școală: Lorenz Säuberlich, tipograf Dimensiuni: In 4 (21 x 16 cm.) Material: Hârtie | Christliche leichpredigt bey dem Begrebnis der erbarn Frawen Annae Fluthin des ernvesten Herrn Benedicti CarpzoVII, beider rechten Doctorn und Professorn bey der Universitet Witteberg ehelichen hausfrawen […] AEGIDIVM HVNNIVM, Der Heiligen Schrifft Doctorn Professorn vnd Superintendenten dofelbst. Wittemberg / Gedrucht durch Lorenz Säuberlich / Anno 1600 | Muzeul Național al Unirii, Alba Iulia                  | Cimec    |
|      | Eine Christliche predigt aus dem Evangelio des Sontags laetare Autor: Georg Mylius, autor | Datare: 1582 Școală: Thobias Steinman, tipograf Dimensiuni: In 4 (21 x 16 cm.) Material: Hârtie | Eine christliche Predigt aus dem Evangelio Laetare in der churfürstlichen Schloßkirchen zu Wittemberg gethan, als daselbsten die Huldigung zu empfahen […] Friderich Wilhelm, Hertzog zu Sachsen […] angelanget […] In Druck verfertiget durch Georgen Müllern […] Gedruckt zu Jena / durch Thobiam Steinman. Anno 1582 | Muzeul Național al Unirii, Alba Iulia                  | Cimec    |
|      | LandTags Predigt WJe Christliche Landschafften auff ergangene Außschreiben Autor: Georg Mylius, autor | Datare: 1597 Școală: Zacharias Bärwald, tipograf Dimensiuni: In 4 (21 x 16 cm.) Material: Hârtie | LandTags Predigt WJe Christliche Landschafften auff ergangene Außschreiben jhrer […] Oberkeit sich auff gemeinen LandTaegen: Bevorab bey […] Gefahr […] wegen des Tuercken […] verhalten sollen Gehalten Zu Weymar in der Schloßkirchen auff dem angestalten LandTag daselbsten 6. Decembr. Anno 1596. Durch Georgium Mylium, D. vnd Professorn zu Jhena. Erstlich zu Torgaw / Jn Fuerstlicher Saechß: Druckerey / etc. Jetzt zu Leipzig / mit verguenstigung / gedruckt bey Zacharia Berwald. Jm Jahr / M. D. XCVII. [1597] | Muzeul Național al Unirii, Alba Iulia                  | Cimec    |
|      | Zehen Predigten vom Tuercken Autor: Georg Mylius, autor | Datare: 1596 Școală: Salomon Gruners, editor; Tobias Steinman, tipograf Dimensiuni: In 4 (21 x 16 cm.) Material: Hârtie | Zehen Predigten vom Tuercken In welchen gehandlet wird vom Ursprung unnd Anfang. Glauben unnd Religion, unfug und Tyranney, geharrlichen Sieg unnd langwirigen Glueck des Tuercken wider die Christenheit, von eigentlichen Ursachen desselbigen, auch vom entlichen fall unnd abnemen des Mahometischen oder Tureckischen grewelreichs: Auch wie diesem Feinde von der Christenheit musse und abbruch gethan werden [...] Gedruckt zu Jena Druch Tobiam Steinman in Verlegung Salomon Gruners Bibliopolae Ienensis, anno 1596 | Muzeul Național al Unirii, Alba Iulia                  | Cimec    |
|      | Christliche Hausztafel, das ist Beschreibung Autor: Aegidius Hunnius, autor | Datare: 1593 Școală: Johann Spiess, editor Dimensiuni: In 4 (21 x 16 cm.) Material: Hârtie | Christliche Hausztafel, das ist: Beschreibung allerley Stände vnd Orden der Christen, als da seind: Lehrer, Zuhörer, Obrigkeiten, Unterthanen, Eheleut, Eltern, Kinder, Knechte vnd Mägde, Herren vnd Frauwen, gemeine Jugend, Wittwen, vnd dann ins gemein alle Menschen, was jedem in seinem Beruff vnd Standt zuthun oder zulassen gebüre. In zwölff vnterschiedliche Predigten gestellet vnd verfasset, vnd jetzo zum andern mal verbessert in Truck geben, durch Egidium Hunnen, der H. Schrifft Doctorn vnd Professorn zu Wittemberg. Gedruckt zu Leipzig / In Verlegung Johann Spiessen. M. D. XCIII. [1593] | Muzeul Național al Unirii, Alba Iulia                  | Cimec    |
|      | Spicilegium concionatorium, hoc est conceptus morales pro cathedra Autor: Joseph Ignatz Claus, autor | Datare: 1769 Școală: Tipografia Balleoniana Dimensiuni: In 4 (24 x 18 cm.) Material: Hârtie | Spicilegium concionatorium, hoc est conceptus morales pro cathedra, quos ad instruendam in fide christianocahtolica plebem, ad extirpanda vitia, & implantandas virtutes ex praestantissimis auctoribus collectos, atque variis Sacrae Scripturae figuris, doctrinis moralibus, similitudinibus, & exquisitis historiis refertos ad populum dixit, dein multorum hortatu & desiderio juris publici fecit r.d. Josephus-Ignatius Claus ss. theol. licent. serenissimi princip. ac episcop. Augustani consil. eccles. Capituli VVestendorff. decanus, & parochus ad S. Crucem in Marck-Biberbach. Pars tertia, pro dominicis per duos annos: cui addita est appendix ab auctore recenter edita, continens 12. conceptus pro dominici De instructione ad confessionem & communionem pascalem. Venetiis, MDCCLXIX [1769]. Ex Typographia Balleoniana. Superiorum Permissu, ac Privilegiis. | Muzeul Național al Unirii, Alba Iulia                  | Cimec    |
|      | R.P. Jacobi Besombes d.t. Moralis christiana, e Scriptura sacra Autor: Jacques Besombes, autor | Datare: 1775 Școală: Joannis Antonii Pezzana, editor Dimensiuni: In 4 (26 x 19 cm.) Material: Hârtie | R.P. Jacobi Besombes d.t. Moralis christiana, e Scriptura sacra, traditione, conciliis, patribus, et insignioribus theologis excerpta, in qua positis et statutis principiis generalibus deducuntur Consectaria quibus casus conscientiae sigillatim explicantur. Editio omnium novissima: cui ad moralem theologum perficiendum quatuor adduntur disquisitiones quibus jus canonicum universum [...] Tomus primus [secundus]. Venetiis, sumptibus Joannis Antonii Pezzana, MDCCLXXV [1775]. Superiorum permissu | Muzeul Național al Unirii, Alba Iulia                  | Cimec    |
|      | Uberzeugende Belehrung vom Ursprung und Wachsthum des Pabstthums Autor: Ernst Salomon Cyprian, autor | Datare: 1736 Dimensiuni: In 8 (17 x 9,5 cm.) Material: Hârtie | Uberzeugende Belehrung vom Ursprung und Wachsthum des Pabstthums nebst einer Schutz-Schrifft vor die Reformation, aus authentiquen Uhrkunden abgefasset von Ernst Salomon Cyprian, D. Kirchen- und Consistorial-Rath zu Gotha. Die fünffte Auflage. Franckfurt, in der Weidmannischen handlung. 1736 | Muzeul Național al Unirii, Alba Iulia                  | Cimec    |
|      | D. Augusti Pfeiffers, Lutherthum vor Luthern, Oder: Das alte Evangelische durch Lutherum Erneuerte Christenthum Autor: August Pfeiffer, autor                                                                             | Datare: 1727 Școală: Gottfried Leschen, editor Dimensiuni: In 8 (17 x 9,5 cm.) Material: Hârtie | D. Augusti Pfeiffers, Lutherthum vor Luthern, Oder: Das alte Evangelische durch Lutherum Erneuerte Christenthum, Und Das neue Römische durch Lutherum auffgedeckte Pabstthum : Durch gründliche Beantwortung dreyer von P. Arnoldo Engeln, S. J. ausgestreueten Fundamental-Fragen wider die Lutherische Religion, kürtzlich gewiesen und vertheidiget / Nebst einer Vorrede Herrn D. Johann Andreä Gleichens, Königl. u. Churfl. Sächs. Ober-Consistorial-Raths und ältisten Hoff-Predigers in Dreßden, Vom Alterthum der Evangelisch Lutherischen Kirche. Dreßden und Leipzig, zu finden bey Gottfried Leschen, 1727 | Muzeul Național al Unirii, Alba Iulia                  | Cimec    |
|      | Synopsis bibliothecae exegeticae in Vetus Testamentum. Kurzgesaster auszug der grundlichsten und nutzbarsten auslegungen uber alle bucher Autor: Christoph Starke, autor                                                  | Datare: 1744 Școală: Bernhard Christoph Breitkopf, I. I. Gebauer, editori Dimensiuni: In 4 (24 x 17,5 cm.) Material: Hârtie | Synopsis Bibliothecae Exegeticae in Vetus Testamentum. Kurzgefaßter Auszug Der Gründlichsten und nutzbarsten Auslegungen über Alle Bücher Altes Testaments. In Tabellen, Erklärungen, Anmerckungen und Nutzanwendungen zum erwünschten Handbuch. Dritter Theil Welcher enthält Die beyden Bücher der Chronica, das Buch Esra, Nehemia, Esther, und das Buch Hiob. Ausgefertiget von Christoph Starke, Pastore Primario und Garnison = Predigern der Stadt und Vestung Driesen. Berlin und Halle, 1744. Zu finden in der Leipziger Messe bey B.C. Breitkopf und J.J. Gebauer. | Muzeul Național al Unirii, Alba Iulia                  | Cimec    |
|      | Synopsis bibliothecae exegeticae in XII. prophetas minores Autor: Christoph Starke, autor | Datare: 1744 Școală: Bernhard Christoph Breitkopf, I. I. Gebauer, editori Dimensiuni: In 4 (24,5 x 18 cm.) Material: Hârtie | Synopsis bibliothecae exegeticae in XII. prophetas minores : kurzgefasster Auszug der gründlichsten und nutzbarsten Auslegungen der zwölf kleinen Propheten Altes Testaments, welche sind: Hosea, Joel, Amos, Obadja, Jona, Micha, Rahum, Habacuc, Zephanja, Haggai, Sacharija, und Maleachi. Ausgefertiget von Christoph Starke, Pastore Primario und Garnison = Predigern der Stadt und Vestung Driesen. Halle und Leipzig, 1744. Zu finden in der Leipziger Messe bey B.C. Breitkopf und J.J. Gebauer. | Muzeul Național al Unirii, Alba Iulia                  | Cimec    |
|      | Synopsis bibliothecae exegeticae in Novum Testamentum. Kurzgesaster auszug der grundlichsten und nutzbarsten auslegungen uber alle bucher Autor: Christoph Starke, autor                                                  | Datare: 1741 Școală: Bernhard Christoph Breitkopf, editor Dimensiuni: In 4 (24 x 18 cm.) Material: Hârtie | Synopsis Bibliothecae Exegeticae in Novum Testamentum : Kurzgefaster Auszug Der gründlichsten und nutzbarsten Auslegungen über alle Bücher Neues Testaments In Tabellen, Erklärungen, Anmerkungen und Nutzanwendungen [...] Zum erwünschten Handbuch, Sowol Kirchen- Schul- und Haus-Lehrern zur Unterweisung, als auch der Gottesgelahrtheit Beflissenen und andern Studiosis, ja allen verständigen Liebhabern der heiligen Schrift zu eigener Erbauung abgefasset. Dritter und letzer theil, welcher enthalt die übrigen apostolischen Briefe, nemlich and die Ephesier, Philipper, Colosser, den I. und II. an die Thessalonicher, den I. und II. an Timotheum, den an Titum, an Philemon, an die Ebräer, I. II. Petri, I. II. III. Johannis, Jacobi, Judä, und die Offenbarung St. Johannis, nebst einem vierfachen Register über den andern und dritten Theil. Ausgefertiget von Christoph Starke, Pastore Primario und Garnison = Predigern der Stadt und Vestung Driesen. Zweyte vermehrte Auflage. Leipzig, Druckts und verlegts Bernhard Christoph Breitkopf, 1741        | Muzeul Național al Unirii, Alba Iulia                  | Cimec    |
|      | Synopsis bibliothecae exegeticae in Novum Testamentum. Kurzgesaster auszug der grundlichsten und nutzbarsten auslegungen uber alle bucher Autor: Christoph Starke, autor                                                  | Datare: 1741 Școală: Bernhard Christoph Breitkopf, editor Dimensiuni: In 4 (24,5 x 17,5 cm.) Material: Hârtie | Synopsis Bibliothecae Exegeticae in Novum Testamentum : Kurzgefaster Auszug Der gründlichsten und nutzbarsten Auslegungen über alle Bücher Neues Testaments In Tabellen, Erklärungen, Anmerkungen und Nutzanwendungen [...] Zum erwünschten Handbuch, Sowol Kirchen- Schul- und Haus-Lehrern zur Unterweisung, als auch der Gottesgelahrtheit Beflissenen und andern Studiosis, ja allen verständigen Liebhabern der heiligen Schrift zu eigener Erbauung abgefasset. Der Andere theil, welcher enthalt Die Apostelgeschischte St. Luca, und die briefe des Apostels St. Pauli an die [...] Ausgefertiget von Christoph Starke, Pastore Primario und Garnison = Predigern der Stadt und Vestung Driesen. Die Andere und vermehrte Auflage. Leipzig, Druckts und verlegts Bernhard Christoph Breitkopf, 1741 | Muzeul Național al Unirii, Alba Iulia                  | Cimec    |
|      | Synopsis bibliothecae exegeticae in Vetus Testamentum. Kurzgesaster auszug der grundlichsten und nutzbarsten auslegungen uber alle bucher Autor: Johann George Starke, autor                                              | Datare: 1747 Școală: Bernhard Christoph Breitkopf, editor Dimensiuni: In 4 (24,5 x 17,5 cm.) Material: Hârtie | Synopsis Bibliothecae Exegeticae in Vetus Testamentum. Kurzgefaßter Auszug Der Gründlichsten und nutzbarsten Auslegungen über Alle Bücher Altes Testaments. In Tabellen, Erklärungen, Anmerckungen und Nutzanwendungen zum erwünschten Handbuch. Sowol Kirchen- Schul- und Haus-Lehrern zur Unterweisung, als auch der Gottesgelahrtheit Beflissenen [...] Fünfter Theil, welcher enthält Die vier grossen und zwölf kleinen Propheten. ; Ausgefertigt mit Beyhülfe einiger Gelehrten von Johann George Starke Pastor Primario und Garnison-Prediger der Stadt und Festung Driesen [...] Leipzig, bey Bernhard Christoph Breitkopf, 1747 | Muzeul Național al Unirii, Alba Iulia                  | Cimec    |
|      | Synopsis bibliothecae exegeticae in Vetus Testamentum. Kurzgesaster auszug der grundlichsten und nutzbarsten auslegungen uber alle bucher Autor: Johann George Starke, autor                                              | Datare: 1750 Școală: Bernhard Christoph Breitkopf, editor Dimensiuni: In 4 (24,5 x 18 cm.) Material: Hârtie | Synopsis Bibliothecae Exegeticae in Vetus Testamentum. Kurzgefaßter Auszug Der Gründlichsten und nutzbarsten Auslegungen über Alle Bücher Altes Testaments. In Tabellen, Erklärungen, Anmerckungen und Nutzanwendungen zum erwünschten Handbuch. Sowol Kirchen- Schul- und Haus-Lehrern zur Unterweisung, als auch der Gottesgelahrtheit Beflissenen [...] Vierter theil, welcher enhalt Die Psalmen Davids und die drey Bücher Salomonis; Ausgefertigt mit Beyhülfe einiger Gelehrten von Johann George Starke Pastor Primario und Garnison-Prediger der Stadt und Festung Driesen [...] Leipzig, bey Bernhard Christoph Breitkopf, 1750 | Muzeul Național al Unirii, Alba Iulia                  | Cimec    |
|      | Väterlicher Rath für meine Tochter Autor: Joachim Heinrich Campe, autor | Datare: 1789 Dimensiuni: In 8 (19,5 x 10,5) Material: Hârtie | Väterlicher Rath für meine Tochter. Ein Gegenstück zum Theophron. Der erwachsenen weiblichen Jugend gewidmet. Von Joachim Heinrich Campe. Mitt Senechmigung der Schulbuchhandlung in Braunschweig. Tübingen in der Cottaischen Buchhandlung. 1789. | Muzeul Național al Unirii, Alba Iulia                  | Cimec    |
|      | Wilh. Friedr. Hezel's Schrifftforscher in einem Sonntagsblatt zur Ehre der Offenbarung Autor: Wilhelm Friedrich Hezel, autor                                                                                              | Datare: 1791 Școală: Friedrich Heyer, tipograf Dimensiuni: In 8 (18,5 x 11 cm.) Material: Hârtie | Wilh. Friedr. Hezel's Schrifftforscher in einem Sonntagsblatt zur Ehre der Offenbarung. Erstes heft, erste hasfte. Stuck 1 bis 7. [...] Giessen, in Comission, bey Friedrich Heyer, 1791. | Muzeul Național al Unirii, Alba Iulia                  | Cimec    |
|      | Grundsätze der Erziehung und des Unterrichts für Eltern, Hauslehrer und Erzieher Autor: August Hermann Niemeyer, autor | Datare: 1796 Dimensiuni: In 4 (20,5 x 12 cm.) Material: Hârtie | Grundsätze der Erziehung und des Unterrichts für Eltern, Hauslehrer und Erzieher. Von August Hermann Niemeyer, consistorialrath, professor der theologie und aufseher des konigl. Padagogiums. Halle, bey dem Verfasser und in Comission der Weisenhaus-Buchhandlung, 1796. Pränumerationspreis 1 Rthlr. 6 gr. Landenpreis 1 Rthlr. 18 gr. | Muzeul Național al Unirii, Alba Iulia                  | Cimec    |
|      | Justini Historiae Philippicae Autor: Marcus Junianus Justinus, autor | Datare: 1719 Școală: Abraham Gronovio, îngrijitor de ediție; Theodor Haak, tipograf; F. Bleyswyck, gravor Dimensiuni: In 8 (20 x 11,5 cm.) Material: Hârtie | Justini Historiae Philippicae. Cum integris commentariis Jac. Bongarsii, Franc. Modii, Matth. Bernecceri, M. Z. Boxhornii, Is. Vossii, J. Fr. Gronovii, J. G. Graevii, T. Fabri, J. Vorstii, J. Schefferi et excerptis aliorum ; curante Abrahamo Gronovio. Lugduni Batavorum, Apud Theodorum Haak. M. D. CC. XIX. [1719] | Muzeul Național al Unirii, Alba Iulia                  | Cimec    |
|      | M. Tullii Ciceronis Ad Familiares Epistolae Autor: Marcus Tullius Cicero, autor; Philibertus Quartier, îngrijitor de ediție                                                                                               | Datare: 1756 Școală: Tipografia Academiei Iezuite Dimensiuni: In 8 (17,5 x 10 cm.) Material: Hârtie | M. Tullii Ciceronis Ad Familiares Epistolae. Interpretatione et notias illustravit Philibertus Quartier, e Societate Jesu, Jussu Christianissimi Regis, in usum Serenissimi Delphini. Venetiis An. MDCCXXVI. [1726]. Recusae Tyrnaviae, Typis Academicis Societatis Jesu, Anno Salutis MDCCLVI [1756] | Muzeul Național al Unirii, Alba Iulia                  | Cimec    |
|      | Az uj testamentomra mutató tábla Autor: Kőrősi Mihály, autor | Datare: 1773 Școală: Margitai István, tipograf Dimensiuni: In 8 (17 x 10,5 cm.) Material: Hârtie | Az uj testamentomra mutató tábla. Mellyben: az uj testamentomi irásokban meg-írtt dolgok, és nevezetes szók sok helyeken egész mondásokkal is ABC-ének rendi szerént el-intéztetvén, feltaláltatnak. Irattatott nemzete javára, Körösi Mihály D. I. P. által. Most masodszor eʼ nagyobb formában. Debreczenben, Nyomt. Margitai István által, 1773. Eszt. | Muzeul Național al Unirii, Alba Iulia                  | Cimec    |
|      | Magyar almanak MDCCXCIV-ik esztendőre Autor: Decsi Sámuel, editor | Datare: 1794 Școală: Schrambl Antal, tipograf Dimensiuni: In 8 (19,5 x 11,5 cm.) Material: Hârtie | Magyar almanak MDCCXCIV-ik [1794] esztendőre, mellyben az esztendőnek, hólnapoknak, heteknek […] járásán […] kivül, minden európai […] fejedelmeknek […] a' két Magyar hazában kőzönseges hivatalokat viselő hazafiaknak neveik felvagynak irattatva D.D.S. által. […] Bétsben, Nyomtattatott Schrambl Antal Cs. K. szabados Konyvnyomtatonak muhelyeben. | Muzeul Național al Unirii, Alba Iulia                  | Cimec    |
|      | Recherches philosophiques sur les égyptiens et les chinois Autor: Cornelius Pauw, autor | Datare: 1773 Școală: G. J. Decker, tipograf Dimensiuni: In 8 (19 x 11 cm.) Material: Hârtie | Recherches philosophiques sur les égyptiens et les chinois. Par Mr. de P ***. Tome I (II). A Berlin. Chez G. J. Decker, Imprimeur du Roi. MDCCLXXIII [1773] | Muzeul Național al Unirii, Alba Iulia                  | Cimec    |
|      | Missale Romanum ex decreto Sacrosancti Concilii Tridentini restitutum | Datare: 1727 Școală: Nicola Pezzana, editor; Suor Isabella Piccini, gravor Dimensiuni: In 4 (22 x 15 cm.) Material: Hârtie | Missale Romanum ex decreto Sacrosancti Concilii Tridentini restitutum, Missale Romanum ex decreto Sacrosancti Concilii Tridentini restitutum, S. Pii V. Pontificis Maximi jussu editum, Clementis VIII. et Urbani VIII. Auctoritate recognitum: Cui accessere Sanctorum Missae ad hanc usque diem per Summos Pontifices novissime Emanatae. Venetiis, MDCCXXVII [1727]. Apud Nicolaum Pezzana | Muzeul Național al Unirii, Alba Iulia                  | Cimec    |
|      | Missae in festis propriis sanctorum | Datare: 1714 Școală: Johann Martin Esslinger, editor Dimensiuni: In 4 (22 x 15 cm.) Material: Hârtie | Missae in festis propriis sanctorum patronorum regni Hungariae. Viennae Austriae, MDCCXIV [1714]. Sumptibus Joannis Martini Esslinger. Superiorum permissu | Muzeul Național al Unirii, Alba Iulia                  | Cimec    |
|      | Notitia rerum hungaricarum Autor: Francisc Carol Palma, autor | Datare: 1775 Dimensiuni: In 8 (19,5 x 12 cm.) Material: Hârtie | Notitia Rerum Hungaricarum. Conscripta A Francisco Carolo Palma ; Nunc Caesareo Regio Aulico Capellano. Ss. Theolog. In Academia Viennensi Baccalaureo Protonotario Apostolico, Editio Altera, Ab Auctore Recognito Et Aucta. Pars secunda. Tyrnaviae, recusa anno MDCCLXXV [1775] | Muzeul Național al Unirii, Alba Iulia                  | Cimec    |
|      | 1791-dik esztendöbéli diaetalis provisionalis articulusok | Datare: 1820 Școală: Tipografia Colegiului Reformat Dimensiuni: In 8 (17 x 10,5 cm.) Material: Hârtie | 1791-dik esztendöbéli diaetalis provisionalis articulusok. Kolosváronn. Nyomtattatott a' Ref. Koll. Betűivel. 1820 | Muzeul Național al Unirii, Alba Iulia                  | Cimec    |
|      | Pars III. De nominum declinationibus, verborum Autor: Manuel Alvares, autor | Datare: 1737 Școală: Tipografia Academiei iezuite; Leopold Berger, tipograf Dimensiuni: In 8 (17 x 10 cm.) Material: hârtie | Pars III. De nominum declinationibus, verborum pratevitis et supinis. Syntaxi anteriore sunc appendicibus, adjunto Cornelio Nepote, Au brevioribus Epistolis M. Fulli Ciceronis. [Rudimenta Linguae Grecce, ex libro primo Institutionum Jacobi Gretsevi, Soc. Jesu extracta, et Majori Tyronum infince Grammatices classis commodo reddita]. Cum Privilegio, Sacrae, Caesareae, Majestatis, & Permissu Superiorum. Tyrnaviae, Typis Academicis per Leopoldum Berger, Anno 1737. | Muzeul Național al Unirii, Alba Iulia                  | Cimec    |
|      | Primitiva seu radices latinae | Datare: 1738 Școală: [Tipografia Academiei iezuite] Dimensiuni: In 8 (17 x 10 cm.) Material: hârtie | Primitiva seu radices latinae, hoc est: Compendiaria per vocum etymologias ad perfectam intimae latinitatis congnitionem perveniendi methodus. Commodo infimae Grammaticae Juventutis accomodata. Anno M. DCC. XXXVIII [1738] | Muzeul Național al Unirii, Alba Iulia                  | Cimec    |
|      | Anonymi Belae regis notarii, historia hungarica de septem primis ducibus hungariae Autor: Anonymus, autor | Datare: 1747 Școală: Tipografia Academiei Iezuite Dimensiuni: In 12 (15,5 x 10 cm.) Material: Hârtie | Anonymi Belae regis notarii, historia hungarica de septem primis ducibus hungariae, ad usum et utilitatem publicam ex codice m. s. membranaceo bibliothecae augustae anno superiore primum labente iterum in lucem data. Cassoviae, 1747, Typis Academicis Soc. Jesu | Muzeul Național al Unirii, Alba Iulia                  | Cimec    |
|      | Commentarius Petri De Réwa Comitis Comiataus de Turócz, De Sacra Regi Hungariae Corona Autor: Petrus de Révai, autor | Datare: 1732 Școală: Tipografia Academiei Iezuite; Leopold Berger, tipograf; Andreas și Joseph Schmuzer, gravori Dimensiuni: In 4 (19,5 x 15,5 cm.) Material: Hârtie                                                                                           | Commentarius Petri De Réwa Comitis Comitatûs de Turócz, De Sacra Regni Hungariae Corona Ad nostra usque tempora continuatus. Dum In Alma Archi-Episcopali Societatis Jesu Universitate Tyrnaviensi. Theses Prooemiales Logicae Propugnaret, Perillustris Dominus Paulus Okolicsanyi De eadem, Seminarij Mariano-Szelepcséniani Convictor, Praeside R.P. Joanne Szegedi, è Societate Jesu AA. LL. & Philosophiae Doctore, & in Logicis Professore Ordinario. Auditoribus Oblatus. Tyrnaviae, Typis Academicis per Leopoldum Berger, 1732. | Muzeul Național al Unirii, Alba Iulia                  | Cimec    |
|      | Iustini Historiae Philippicae ex Trogo Pompeio ad Optimos Codices emendatae Autor: Marcus Junianus Justinus, autor | Datare: 1767 Școală: [Kiss György, tipograf] Dimensiuni: In 8 (17,5 x 10,5 cm.) Material: Hârtie | Iustini Historiae Philippicae ex Trogo Pompeio ad Optimos Codices emendatae et cum indice selectioribus ex Phrasibus concinnato. [Nagyenyedini] 1767, [Kiss ny.] | Muzeul Național al Unirii, Alba Iulia                  | Cimec    |
|      | Constitutio Criminalis Theresiana oder der Römisch-Kaiserl. zu Hungarn und Böheim &c. &c. Königl. Apost. Majestät Mariä Theresiä Erzherzogin zu Oesterreich, &c. &c. peinliche Gerichtsordnung.                           | Datare: 1769 Școală: Johann Thomas Edlen von Trattnern, tipograf Dimensiuni: In 2 (36 x 22 cm.) Material: Hârtie | Constitutio Criminalis Theresiana oder der Römisch-Kaiserl. zu Hungarn und Böheim &c. &c. Königl. Apost. Majestät Mariä Theresiä Erzherzogin zu Oesterreich, &c. &c. peinliche Gerichtsordnung. Wien, gedruckt bey Johann Thomas Edlen von Trattnern, kaiserl. königl. Hofbuchdruckern und Buchhändlern. 1769. | Muzeul Național al Unirii, Alba Iulia                  | Cimec    |
|      | Imperium romano-germanicum, a Carolo Magno primo romano-germanico Caesare, per quadraginta novem Imperatores et germaniae Reges, et ex his per XIV. Austriacos Autor: Niccolo Avancini, autor                             | Datare: 1658 Școală: Matthaei Cosmerov, tipograf; G. B., gravor Dimensiuni: In 2 (30 x 19,5 cm.) Material: Hârtie | Imperium romano-germanicum, a Carolo Magno primo romano-germanico Caesare, per quadraginta novem Imperatores et germaniae Reges, et ex his per XIV. austriacos, ad Augustissimum et invictissimum rom. Imperatorem Leopoldum Hungariae Bohemiaeque Regem, &c. Deferente Coelo, Suffragante Sanguine & Virtute, Conspirante Septemvirorum Concilio, Plaudente Europa devolutum, eiusdemque sacratis: maiestatis imperii avspiciis ab antiquissima ac celeberrima vniversitate avstriaco-viennensi, in publica Orbis Laetitia Caesarum Elogijs Concinnatum, ac demisissimè Oblatvm. Viennae Austriae, In Officina Typographica Matthaei Cosmerovii, Sacrae Caesareae Majestatis Typographi, Anno Domini M.DC.LVIII [1658] | Muzeul Național al Unirii, Alba Iulia                  | Cimec    |
|      | Quinquertium historicum, Sive Prolusiones Historicae De Bellis Augustissimae Domus Austriacae Autor: Jacobus Pettinati, autor                                                                                             | Datare: 1707 Școală: Annae Franciscae Voigtin, viduae, tipograf; I. A. Pfeffel, gravor Dimensiuni: In 2 (30 x 19,5 cm.) Material: Hârtie | Quinquertium historicum, sive Prolusiones historicae de bellis augustissimae domus Austriacae , cum dissertationibus, et problematis ethico-polemicis, Josepho 1. augustissimo Romanorum imperatori, Germaniae, Hungariae, Bohemiae Regi, &c. Archi-Duci Austriae, &c. Belli Pacisque arbitro Humillime Dedicatum. A perillustri domino Christophoro Leopoldo nobili domino de Guarient & Raall, Provinciali austriae, Viennensi, Philosophiae Auditore Emerito; Dum in antiquissima & celeberrima Universitate Viennensi Theses ethicas defenderet, praeside R.P. Jacobo Pettinati Societatis Jesu, AA.LL. & Philosophiae Doctore ac Philosophiae Moralis Professore Ordinario. Viennae Austriae, typis Annae Franciscae Voigtin, viduae, Anno 1707 | Muzeul Național al Unirii, Alba Iulia                  | Cimec    |
|      | Politica Austriaca in imperatoribus austriacis Autor: Franciscus Josephus Gymnich, Gerardus Hilleprand, autor | Datare: 1717 Școală: Ex Typographia Caesarea Imperiali Aulica; Joannem Baptistam Schönwetter, tipograf Dimensiuni: In 2 (30 x 19,5 cm.) Material: Hârtie | Politica Austriaca in imperatoribus Austriacis, eorúmque virtutibus adumbrata, ac in augustissimo caesare, Carolo VI. vivô omnium compendiô, absoluta. Cum institutionibus Politicis, & Conclusionibus Philosophicis, quas Authoritate & Consensu Perillustris, excellentissimi ac magnifici domini Rectoris, ac modum reverendi, ac spectabilis patris pro-decani, totiusque inclytae Facultate Philosophicae Publice propugnandas suscepit Praenob. ac Eruditus Dom. Franciscus Josephus Gymnich, Austriacus Viennensis, AA. LL. & Philosophiae Baccalaureus, Ejusdemque pro suprema Laurea Candidatus; Authore ac praeside, R. P. Gerardo Hilleprand, e Soc. Jesu, AA. LL. & Phil. Doct. Ejusdemque Professore, ac p.t. Sen. Consistoriali. Anno M. DCC. XVII [1717] Mense Die. Viennae ex Typographia Caesarea Imperiali Aulica. Penet Joannem Baptistam Schönwetter Sac. Caes. & Cathol. Majestatis Aulae Bibliopolam | Muzeul Național al Unirii, Alba Iulia                  | Cimec    |
|      | Danielis Georgii Morhofii Polyhistor, in tres tomos, literarium Autor: Daniel Georg Morhof, autor | Datare: 1708 Școală: Peter Böckmann, editor; D. Lemkus, gravor Dimensiuni: In 4 (22,5 x 17 cm.) Material: Hârtie | Danielis Georgii Morhofii Polyhistor, in tres tomos, literarium, (cujus soli tres libri priores hactenus prodiere, nunc autem quatuor reliqui, a viro in Acad. Lipsiensi erudito revisi atque aucti, e MSS. accedunt,) philosophicum et practicum, (nunc demum editos, primoque adjunctos) divisus. Opus posthumum, ut multorum votis satisfieret, accurate revisum, emendatum, ex autoris annotationibus, autographous, & MSS. aliis, suppletum passim atque auctum, in paragraphos distinctum, librorum capitumque summariis, hypomnematis quibusdam historico-criticis, duabusque praefationibus, sive diatribis isagogicis prolixioribus, T. I. atque II. praefixis, (quarum prior Morhofii vitam et scripta, partim edita, partim inedita atque affecta, polyhist. item historiam, et eruditorum de illis judicia exhibet,) illustratum à Johanne Möllero, Flensb. Sch. Patr. Rect. Et sic integrum tandem aliqvando Orbi Literato exhibitum. Accedunt Indices Necessarii. Cum Privilegio Sacrae Caesareae Majestatis. Lubecae, Sumtibus Petri Böckmanni, Anno MDCCVIII [1708] | Muzeul Național al Unirii, Alba Iulia                  | Cimec    |
|      | Universae phraseologiae Latinae corpus Autor: Franz Wagner, autor | Datare: 1750 Școală: Tipografia Academiei Iezuite Dimensiuni: In 8 (20,5 x 13 cm.) Material: Hârtie | Universae phraseologiae Latinae corpus, congestum a P. Francisco Wagner, secundis curis a quopiam ejusdem societatis Sallustiana, Caesareana, Liviana, Corneliana, &c. phraseologiis, demum apud nos linguis Hungarica, & Slavica locupletatum. Editio Tyrnaviensis prima. Cum Speciali Privilegio Sacrae Caes. Regiaeque Majest. & Permissu Superiorum. Tyrnaviae, Typis Academicis Societatis Jesu, Anno M. DCC. L. [1750] | Muzeul Național al Unirii, Alba Iulia                  | Cimec    |